# Wikipédia
Pour les articles homonymes, voir WP et Wikipedia (homonymie).
Wikipédia  est une encyclopédie en ligne collaborative et multilingue créée par Jimmy Wales et Larry Sanger le 15 janvier 2001. Il s'agit d'une œuvre libre, c'est-à-dire que chacun est libre de l'amender et de la rediffuser. Gérée en wiki dans le site web wikipedia.org grâce au logiciel MediaWiki, elle permet à tous les internautes d'écrire et de modifier des articles, ce qui lui vaut d'être qualifiée d'« encyclopédie participative ». En quelques années, elle est devenue la plus importante encyclopédie disponible dans le monde et la plus consultée.
La Fondation Wikimédia, organisation à but non lucratif américaine sise à San Francisco, est dépositaire de la marque Wikipedia, héberge le site associé, fournit le logiciel MediaWiki et la direction stratégique du projet, et soutient les contributeurs par des formations, un support juridique et une assistance technique.
L'anglais a été la première langue utilisée et Wikipédia en anglais compte 7,0 millions d'articles en 2025. Wikipédia en français compte 2,7 millions d'articles la même année. Wikipédia est déclinée en 342 langues, dans une apparence unie, mais avec de grandes variations de contenus.

## Étymologie
Le nom Wikipédia est un mot-valise issu de la fusion de deux termes : wiki, type de site Web collaboratif (d'après le mot hawaïen wikiwiki qui signifie « rapide », se référant au fait que l'encyclopédie a toujours vocation à s'améliorer rapidement et à être constamment active du fait de son mode de fonctionnement), et -pédia, dérivé du mot grec παιδεία, paideia, « instruction », « éducation ». Ce projet devait servir à fournir du contenu textuel selon une méthode plus souple que dans l'encyclopédie en ligne Nupedia préexistante, permettant ensuite éventuellement, après un passage par le filtre d'un comité d'experts, d'alimenter cette dernière, créée en 2000 et fermée en 2003.

## Historique

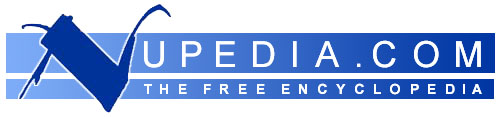
Logo de Nupedia.

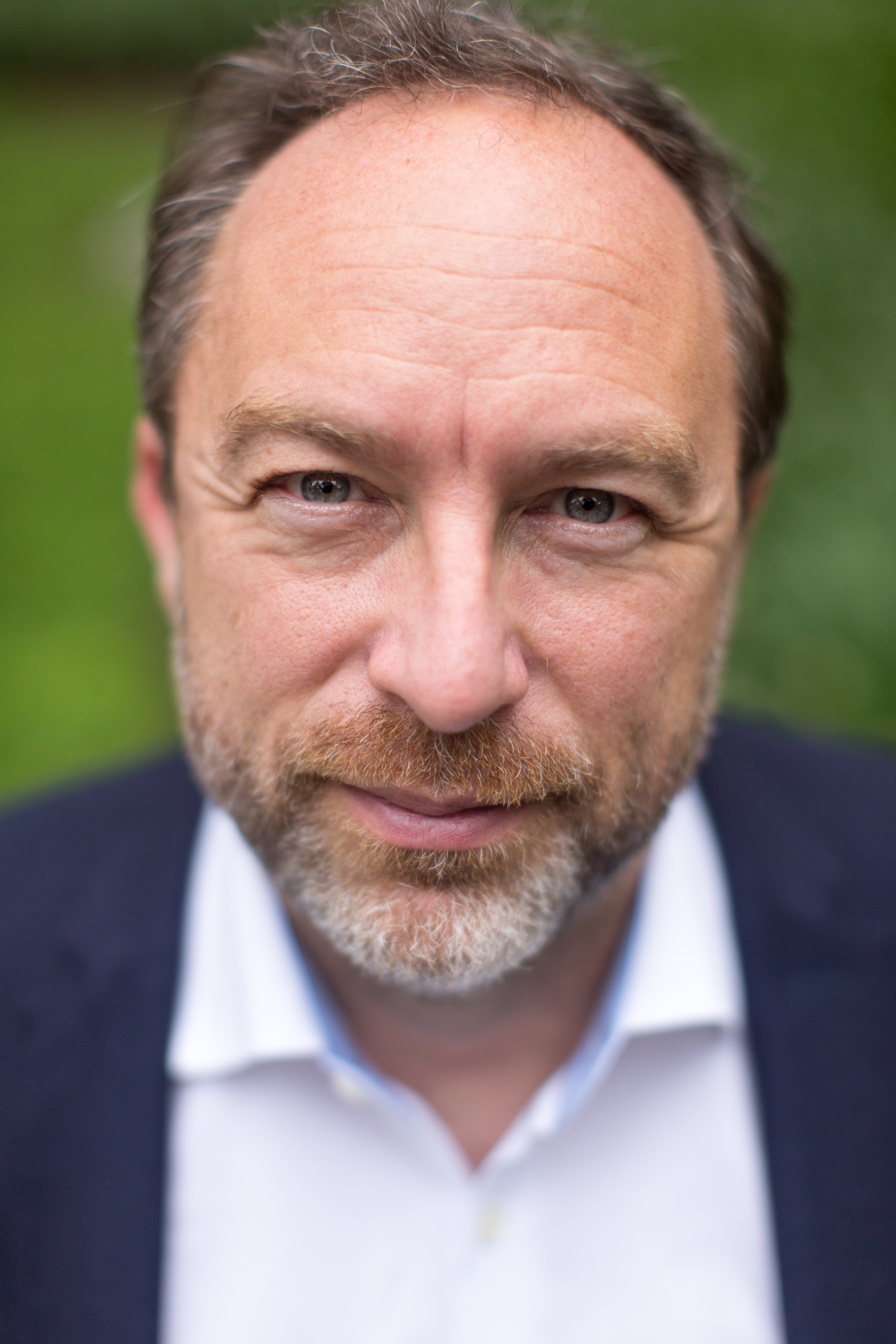
Jimmy Wales, cofondateur de Wikipédia - portrait de 2015.

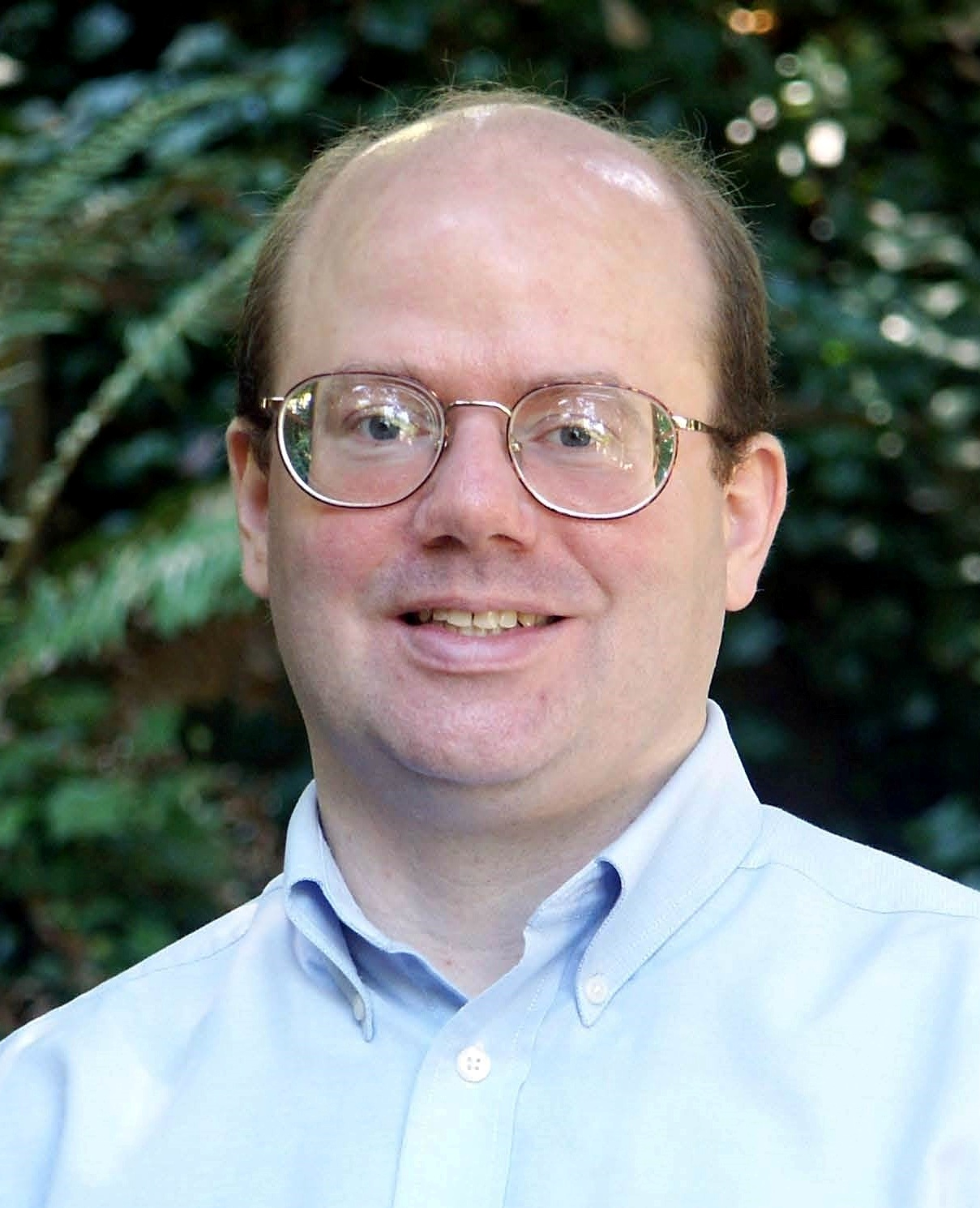
Larry Sanger, cofondateur de Wikipédia - portrait de 2006.

En mars 2000, dans le cadre des activités de la société Bomis, dont il est l'actionnaire majoritaire, Jimmy Wales met en ligne l'encyclopédie Nupedia, dont le contenu est placé sous une licence Nupedia Open Content qui permet à Bomis de rester détenteur du copyright. Larry Sanger est engagé dans cette société comme rédacteur en chef. Comme Nupedia fonctionne avec un comité scientifique, la progression du nombre d'articles est très lente. Le 2 janvier 2001, Larry Sanger discute avec le programmeur Ben Kovitz, qui lui explique le concept du wiki. Vu la frustration occasionnée par la lenteur des progrès de Nupedia, Larry Sanger propose à Jimmy Wales de créer un wiki sous licence publique générale GNU afin d'accélérer le développement des articles, ce qui aboutit au lancement formel de Wikipédia le 15 janvier 2001,.
La version française de Wikipédia est officiellement créée le 23 mars 2001. Elle est la première version de Wikipédia dans une langue autre que l'anglais, suivie par les versions en allemand et en catalan. À partir de ce moment, Larry Sanger travaille parallèlement sur Nupedia et Wikipédia. Il participe à l'élaboration de la plupart des règles de fonctionnement de cette dernière. En février 2002, la rétribution de son travail pour Nupedia et Wikipédia est supprimée du budget alloué par Bomis, en conséquence de quoi il démissionne officiellement le 1er mars 2002 de ses fonctions sur les deux projets. En 2003, la progression de Nupedia stagne, alors que Wikipédia se développe très rapidement. Le 26 septembre 2003, Nupedia est définitivement fermée et son contenu intégré à Wikipédia, qui poursuit son expansion. Selon Larry Sanger, Nupedia a échoué à cause d'une chaîne éditoriale trop lourde et de la difficulté à trouver des rédacteurs bénévoles.
Le 20 juin 2003, la Fondation Wikimédia est créée pour financer le soutien technique de Wikipédia.
Jimmy Wales intervient fin 2005 sur l'article « Wikipedia » de Wikipédia en anglais, pour retirer l'information selon laquelle Larry Sanger en était cofondateur, puisque Sanger a toujours été un salarié. Cet événement donne lieu à de nombreux articles dans la presse anglophone, ainsi qu'à des images humoristiques sur le sujet.
En 2004, lors du 5e symposium international sur le journalisme en ligne, Jonathan Dee (du New York Times) et Andrew Lih mentionnent l'importance de Wikipédia, non seulement comme une encyclopédie de référence mais aussi comme une ressource d'actualités très fréquemment mise à jour.
L'attention a cependant été attirée à de nombreuses reprises sur des problèmes éditoriaux internes à l'encyclopédie.
Lorsque le magazine Time a reconnu « Vous » (« You ») comme personnalité de l'année 2006, en reconnaissant l'accélération de la collaboration en ligne et l'interaction de millions d'utilisateurs dans le monde, il a cité Wikipédia comme l'un des trois exemples de services Web 2.0, aux côtés de YouTube et de Myspace (un portail de blogs).
En 2017, la Fondation Wikimédia, qui héberge les données des Wikipédia sur ses serveurs, lance une initiative de « durabilité » afin de réduire les effets environnementaux de ses activités.

## Diffusion
L'encyclopédie est éditée sur le site wikipedia.org, qui est devenu en quelques années l'un des plus consultés au monde. Les serveurs hébergeant le site sont financés par une fondation américaine, la Fondation Wikimédia. Depuis son lancement officiel, Wikipédia est en grande partie modifiable par la plupart de ses lecteurs. Les mêmes principes fondateurs de rédaction sont partagés par les différentes versions linguistiques, mais les pratiques d'écriture sont convenues indépendamment par les internautes pour chacune d'elles.
Plusieurs autres moyens de consulter l'encyclopédie avec internet ont vu le jour, tels que des sites web miroirs, un appareil électronique dédié, le WikiReader, ou des applications pour smartphone.
De 2012 à février 2018, le programme Wikipedia Zero a permis une diffusion gratuite de l'encyclopédie et des projets annexes dans les pays émergents. Grâce à un partenariat avec des opérateurs de téléphonie mobile, l'accès à Wikipédia sur téléphone portable n'était pas décompté du forfait. Ce programme a été arrêté du fait de la faible audience de Wikipédia pour les pays concernés et de l'inadéquation aux nouveaux types d'appareils téléphoniques.

### Distribution papier et CD/DVD

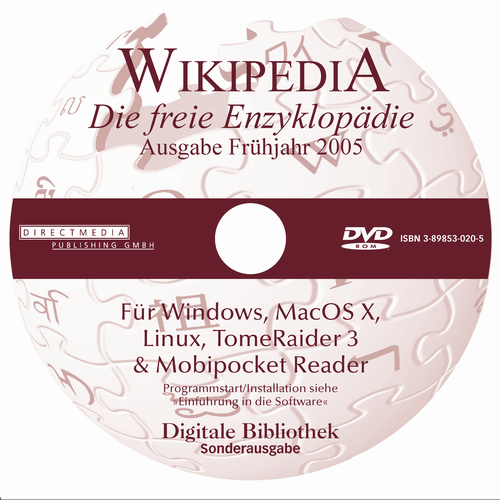
DVD de la version allemande de Wikipédia.

Le projet de distribution sur papier était destiné en particulier aux personnes n'ayant pas les moyens de se raccorder à Internet. La réalisation d'une version de Wikipédia en anglais sur papier, CD-ROM ou DVD fut initiée en août 2003 par Jimmy Wales. Jusqu'en 2014, il était possible de commander une sélection d'articles de Wikipédia appelée « Livres », imprimée et reliée (pour laquelle la Fondation Wikimédia percevait 10 % sur les ventes brutes des ouvrages). Courant 2015, l'artiste Michael Mandiberg imprima 106 des 7 473 volumes correspondant à la version anglophone de l'encyclopédie dans le cadre d'un projet intitulé « Print Wikipedia ».
La version allemande de Wikipédia fut vendue sur CD-ROM, puis sur DVD à partir du deuxième semestre 2004 : le nombre de 10 000 CD-ROM vendus fut franchi en avril 2005. En avril 2007, une sélection d'environ 2 000 articles de la version anglaise fut éditée sur CD-ROM par la société française Linterweb. À la même époque, le projet moulinWiki, initié par IESC-Geekcorps-Mali, proposa une version intégrale incluant tous les articles, sans les images, réunis sur une image disque de 554 Mo. La diffusion d'un DVD d'une sélection d'articles Wikipédia en français a fait l'objet d'un projet équivalent au projet anglophone, mais il n'a pas abouti. Un projet de diffusion de documents électroniques imprimables sur un sujet donné, Les Cahiers de Wikipédia, a lui aussi été abandonné.

### Consultation de Wikipédia hors connexion

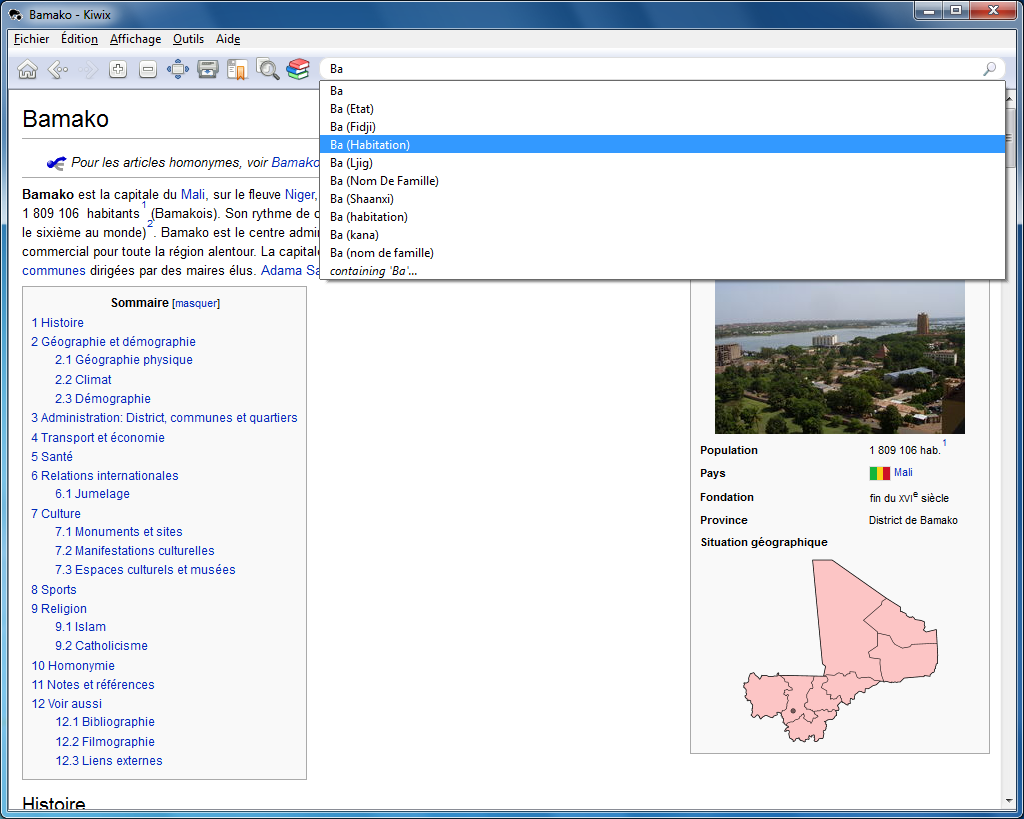
Exemple d'une recherche hors connexion de Wikipédia avec Kiwix.

Kiwix est l'un des principaux logiciels libres permettant de consulter Wikipédia à partir d'un ordinateur personnel sous Windows, MacOS, GNU/Linux, iOS ou Android en mode hors connexion. Il permet de lire un fichier au format ZIM contenant n'importe quelle version linguistique de Wikipédia et de la plupart de ses projets annexes (Wikiquote, Wikivoyage, etc.), textes et illustrations compris (la taille du fichier correspondant variant selon la version linguistique utilisée).
Le projet Afripédia avait notamment fait usage de ce logiciel : dans les campus universitaires d'Afrique dont la liaison internet ne disposait pas d'un débit suffisant pour permettre de consulter Wikipédia en ligne, le projet visait à la mise à disposition d'ordinateurs plug équipés de bornes Wi-Fi et d'une copie locale de Wikipédia. Kiwix est également utilisé par la Human Rights Foundation en Corée du Nord, où la version coréenne de l'encyclopédie est introduite en contrebande par des dissidents.
Depuis 2016, des applications mobiles contenant le corpus médical de l'encyclopédie ont également fait leur apparition sous Android, toujours grâce à Kiwix, sous le nom de WikiMed.
Une autre manière de consulter Wikipédia hors ligne est d'utiliser les dumps (sauvegardes), qui sont disponibles en ligne et téléchargeables. Ils sont cependant particulièrement encombrants, dépassant souvent plusieurs dizaines, voire centaines de gigaoctets, et nécessitent pour être utilisés une certaine compétence technique.

### Consultation sur des assistants personnels

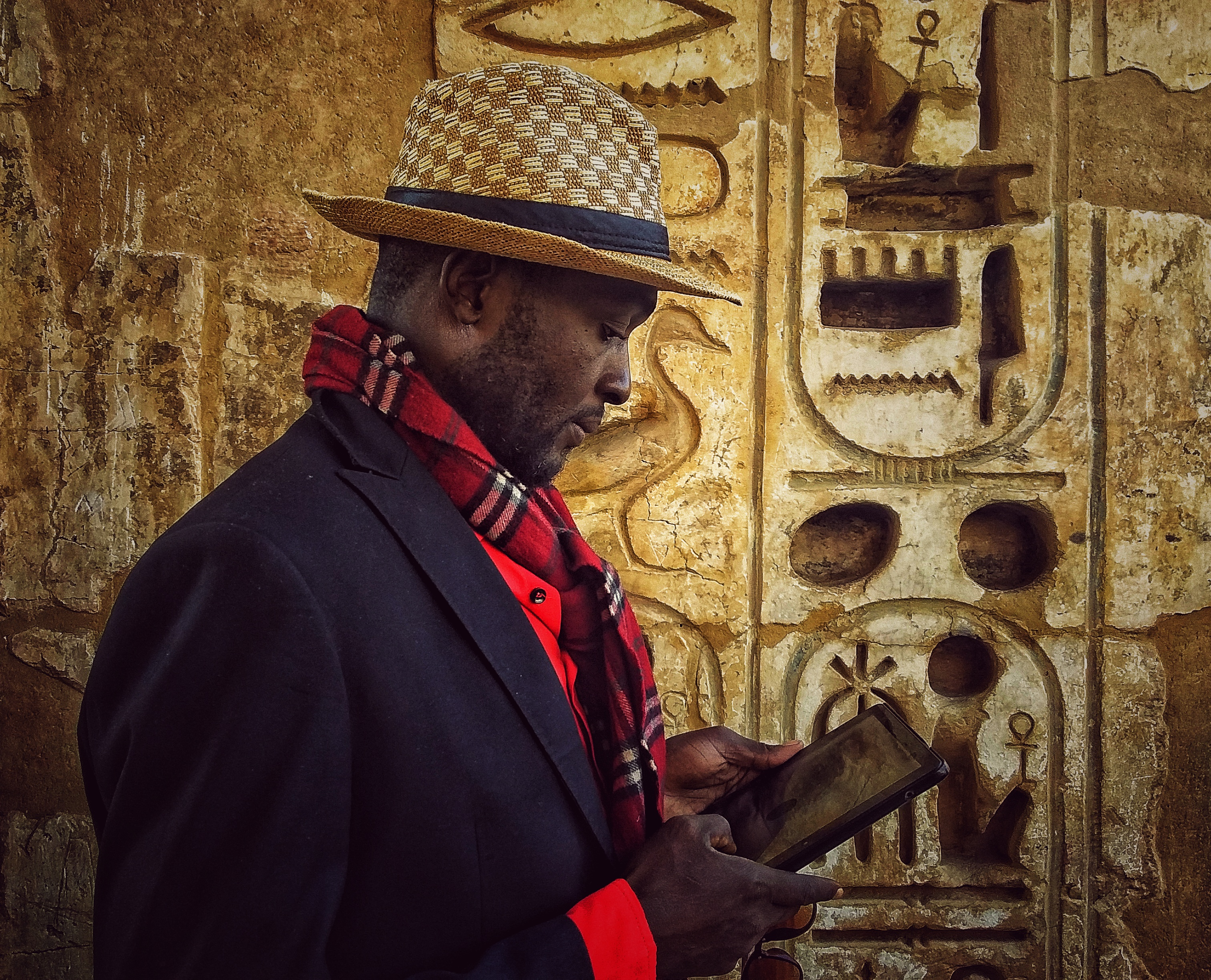
Un visiteur du temple de Médinet Habou consulte l'article sur sa tablette.

La majorité des lecteurs accèdent à Wikipédia depuis un dispositif mobile. La version mobile d'une page Wikipédia se charge automatiquement sur les plateformes nomades iPhone, Android, WebOS, Opera Mini, NetFront (Sony Mobile, PlayStation) ou Wii, un bouton situé en bas de toutes les pages permettant ensuite de basculer entre les versions pour mobile et pour ordinateur.
Des logiciels permettent de transformer le contenu de Wikipédia sous forme de fichiers consultables sur des assistants personnels, comme Webaroo avec Plucker. L'appareil électronique WikiReader permet également la consultation hors-ligne de Wikipédia (en 2012, cet appareil n'est plus commercialisé en France).
Wikipédia peut aussi être consultée sur l'application officielle pour Android, disponible sur Google Play, et sur celle pour iPhone, disponible sur l'App Store.

## Nature
Wikipédia est produite collaborativement sur Internet par un réseau décentralisé et auto-organisé de contributeurs volontaires, sans structure hiérarchique formelle, ce mode d'organisation étant souvent qualifié de « production participative » ou « production par les pairs ».
Le système wiki de Wikipédia permet la création et la modification immédiates des pages par tous les visiteurs, même sans inscription. Wikipédia fut la première encyclopédie généraliste à ouvrir, grâce à ce système, la modification de ses articles à tous les internautes. Aucun article n'est considéré comme achevé, et Wikipédia se présente comme une encyclopédie en amélioration continue. La constante surveillance des modifications est également ouverte à tous à travers le système wiki. Du fait de l'absence de système hiérarchique de validation de son contenu, l'encyclopédie a été l'objet de nombreuses incompréhensions et critiques quant à la qualité et à la fiabilité de son contenu. Cependant, la littérature scientifique a largement documenté la fiabilité de Wikipédia pour ce qui est des sujets scientifiques et des sujets polémiques populaires. Seuls les articles polémiques n'attirant que peu d'attention feraient l'objet de biais systématiques.

### Objectifs du projet
Wikipédia a pour slogan : « Le projet d'encyclopédie librement distribuable que chacun peut améliorer ». Ce projet est décrit par son cofondateur Jimmy Wales comme « un effort pour créer et distribuer une encyclopédie libre de la meilleure qualité possible à chaque personne sur la planète dans sa propre langue ». Ainsi, Jimmy Wales proposa comme objectif que Wikipédia puisse atteindre un niveau de qualité au moins équivalent à celui de l'Encyclopædia Britannica. C'est un exemple de collaboration massive à but non lucratif.
En revanche, Wikipédia n'a pas pour but de présenter des informations inédites ; elle ne vise donc qu'à exposer des connaissances déjà établies et reconnues, s'appuyant sur des sources secondaires de qualité.

### Caractéristiques

Hiérarchie des principes de Wikipédia. Le bas de la pyramide correspond à des aspects quantitativement plus importants (en nombre de personnes impliquées).

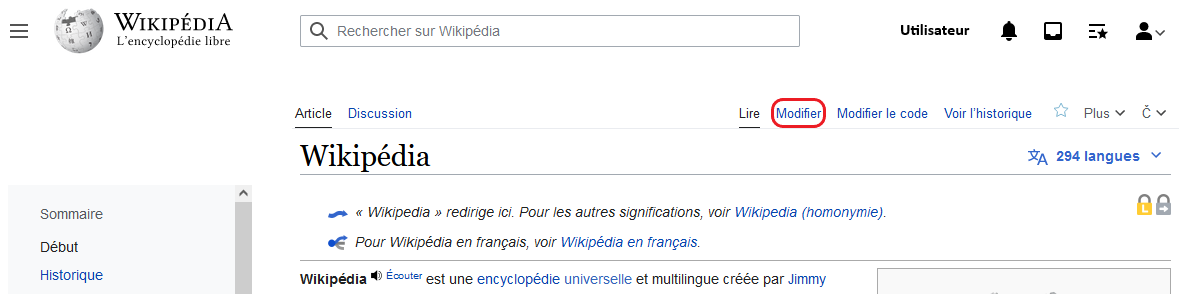
Bouton pour modifier le contenu de Wikipédia.

Un des principes fondateurs de Wikipédia est la neutralité de point de vue.

Le projet Wikipédia se veut universel, traitant tous les domaines de la connaissance, y compris la culture populaire. Il se veut aussi multilingue et gratuit dans sa version en ligne, afin de favoriser l'accès du plus grand nombre à la connaissance.
Wikipédia est disponible sous licence libre, ce qui signifie que chacun est libre de la recopier, de la modifier et de la redistribuer gratuitement et onéreusement. Cette notion de contenu libre découle de celle de logiciel libre, formulée avant Wikipédia par la Free Software Foundation. Jusqu'en 2009, le contenu textuel de Wikipédia était publié sous la Licence de documentation libre GNU (GFDL). À partir de 2009, il est principalement publié sous licence Creative Commons paternité-partage des conditions initiales à l'identique 3.0 (CC BY-SA 3.0), la GFDL devenant une licence secondaire disponible sous certaines conditions. Les modifications apportées par les utilisateurs sont publiées sous les deux licences, et l'import de contenu uniquement sous licence Creative Commons BY-SA 3.0 est autorisé, mais il entraîne l'impossibilité de réutiliser globalement les pages concernées sous licence GFDL. Les autres médias (images, sons, vidéos, etc.) sont disponibles sous diverses licences.
Toutes langues confondues, des centaines de sites web reprennent tout ou partie du contenu de Wikipédia. Chaque site qui héberge une copie de Wikipédia a sa propre politique éditoriale ; dans Wikipédia, les contributeurs ont développé de nombreuses règles et recommandations pour viser la qualité.
Le contenu encyclopédique se veut respectueux de la « neutralité de point de vue », définie par Jimmy Wales comme le fait de « décrire le débat plutôt que d'y participer ». Tout contributeur à un article de Wikipédia doit s'efforcer de ne jamais prendre parti dans une discussion argumentée qu'il rapporte. La neutralité de point de vue consiste à présenter objectivement les idées et les faits rapportés par des sources extérieures vérifiables et notoires, indépendamment des préjugés des rédacteurs des articles. Sur Wikipédia, les règles d'écriture visent à convenir aux personnes rationnelles, même si celles-ci ne sont pas toujours du même avis. La politique de neutralité de Wikipédia stipule que les articles doivent évoquer toutes les facettes d'une question controversée, et ne pas déclarer ni insinuer que l'un ou l'autre des points de vue est a priori le bon. La neutralité de point de vue n'implique pas cependant une représentation égalitaire de toutes les opinions, Wikipédia accordant plus de place aux opinions les plus largement acceptées.

### Filiations culturelles

Le C « inversé » est le symbole du copyleft, par opposition au copyright.

Par ses objectifs et son fonctionnement, le projet Wikipédia s'inscrit dans une série de filiations culturelles :
- le concept du copyleft, inventé par Don Hopkins et popularisé par Richard Stallman de la Free Software Foundation, par lequel un auteur autorise tout utilisateur à copier, modifier et distribuer son œuvre, mais aux mêmes conditions d'utilisation, y compris dans les versions modifiées ou étendues[41],[Note 8] ;
- la pratique du travail collaboratif sur Internet, développé notamment chez les informaticiens par les adeptes du logiciel libre[42] ;
- le laissez-faire comme modèle d'organisation, qui implique un égal droit de participation pour tous, sans égard pour l'âge, la compétence, le sexe ou l'origine, en même temps qu'un minimum de règles, qui peuvent d'ailleurs être ignorées si elles nuisent au travail[43].

En revanche, Wikipédia est assez éloignée de l'Encyclopédie ou Dictionnaire raisonné des sciences, des arts et des métiers par sa volonté de présenter des informations neutres, alors que l'ouvrage conçu par Denis Diderot et Jean Le Rond d'Alembert se caractérisait au contraire par son fort engagement contre l'obscurantisme. L'historien du livre Roger Chartier souligne cependant que Wikipédia « repose sur les contributions multiples d'une sorte de société de gens de lettres invisibles » tout en observant que « Diderot n'aurait sûrement pas accepté la simple juxtaposition des articles, sans arbre des connaissances ni ordre raisonné, qui [la] caractérise ».

## Contenu

### Organisation et fonctionnement
Wikipédia est structurée par langues, afin de regrouper les articles rédigés dans une même version linguistique. Cet article est ainsi publié sur Wikipédia en français.
Les pages de Wikipédia sont regroupées dans des espaces de noms, tels que « Principal », « Discussion », « Aide » ou « Utilisateur ». L'espace « Principal » contient les articles encyclopédiques, qui peuvent être rangés dans une ou plusieurs catégories, lesquelles peuvent être organisées selon une hiérarchisation arborescente et thématique (par exemple « Pays d'Europe », puis « Italie », puis « Ville d'Italie »).
Les pages sont en outre reliées les unes aux autres par des hyperliens internes permettant au lecteur de se déplacer à travers l'encyclopédie. D'autres hyperliens permettent de naviguer entre les différentes versions linguistiques ou de conduire vers ses projets frères, par exemple pour fournir une définition d'un mot sur le Wiktionnaire ou une galerie d'images sur Wikimedia Commons. Un clic de souris sur les illustrations de Wikipédia conduit à une page de description du fichier multimédia indiquant notamment le nom de l'auteur et la licence sous laquelle il est publié.
Des hyperliens externes mènent aux sources d'information en ligne venant à l'appui de l'article. Les articles proposent aussi souvent des liens externes vers les références ou la documentation en ligne permettant d'approfondir le sujet. Ces liens sont classés en nofollow (« ne pas suivre ») pour les robots d'indexation des moteurs de recherche, afin de décourager l'insertion de liens dans un but publicitaire. Afin d'assurer la pérennité des liens vers ces sources, Internet Archive a réparé en 2018 près de neuf millions de liens brisés.
Sur chaque page, des onglets permettent d'accéder aux fonctions de modification, soit par l'intermédiaire d'un éditeur visuel, soit par l'intermédiaire du code source, le wikicode. Un historique permet de lister les auteurs et de consulter les modifications successives de l'article par ses rédacteurs. Ces modifications sont identifiées par l'adresse IP du rédacteur ou par son pseudonyme s'il s'est préalablement identifié.
À chaque article est rattachée une page de discussion permettant aux rédacteurs et lecteurs de discuter et de débattre de la rédaction de l'article.
Les différentes communautés linguistiques de rédacteurs de Wikipédia ont élaboré des règles, des conventions et des principes guidant la rédaction des articles qui leur sont propres. Mais elles respectent toutes les principes fondateurs de l'encyclopédie.

### Couverture thématique

Couverture thématique de Wikipédia en anglais en janvier 2008.

Des analyses statistiques menées par des chercheurs de l'université Carnegie-Mellon et du Palo Alto Research Center étudient l'état de la couverture thématique de Wikipédia en anglais en janvier 2008. La répartition montre une nette prédominance des articles culturels. Les pourcentages qui suivent sont ceux de janvier 2008, les variations entre parenthèses représentent leur évolution depuis juillet 2006. Dans l'intervalle, le nombre de pages et de catégories a plus que doublé :
- culture et arts : 30 % (+210 %) ;
- biographies et personnes : 15 % (+97 %) ;
- géographie et lieux : 14 % (+52 %) ;
- société et sciences sociales : 12 % (+83 %) ;
- histoire et événements : 11 % (+143 %) ;
- sciences naturelles et physiques : 9 % (+213 %) ;
- technologie et sciences appliquées : 4 % (-6 %) ;
- religions et systèmes de croyances : 2 % (+38 %) ;
- santé : 2 % (+42 %) ;
- mathématiques et logique : 1 % (+146 %) ;
- philosophie et pensée : 1 % (+160 %).

### Images
La Fondation Wikimédia permet aux différentes versions linguistiques de Wikipédia d'héberger directement du contenu multimédia (images, vidéo, cartes, plans, sons, etc.). Elle incite néanmoins les différentes communautés à déplacer le contenu libre vers une plate-forme multimédia commune à l'ensemble des 342 éditions actives de Wikipédia : Wikimedia Commons. Sont exceptées les nombreuses images dont le statut vis-à-vis du droit d'auteur varie selon les pays, ou celles qui sont protégées par des copyrights incompatibles avec un téléversement sous licence ouverte. Chaque version linguistique s'est dotée de critères spécifiques et d'une doctrine réglementant l'hébergement de contenu non libre, comme des illustrations protégées par le droit d'auteur mais publiées grâce à des exceptions présentes dans certaines législations. Par exemple, Wikipédia en anglais a adopté le principe américain du fair use (« usage raisonnable », en français), contrairement à Wikipédia en français.

### Volumétrie
Depuis sa création, le contenu de l'encyclopédie Wikipédia n'a cessé de grandir, en quantité, dans des proportions difficilement imaginables à ses débuts. Au départ comparable aux autres encyclopédies existantes, elle les a rapidement dépassées en taille et en couverture. Wikipédia est l'un des sites les plus fréquentés au monde, recevant plus de 700 millions de visites quotidiennes à la fin 2022. Il constitue le plus grand et le plus populaire des ouvrages de références générales d'Internet, comptabilisant 190 millions de pages disponibles fin 2022.
À la fin 2009, Wikipédia contenait déjà 28,5 millions d'articles, auxquels il convenait d'ajouter les documents de la médiathèque Wikimedia Commons, contenant 56 millions de fichiers. Ces documents étaient chaque mois consultés par 346 millions de visiteurs uniques. Le dessin en 3D ci-dessous illustre cette volumétrie.

Ce graphique représente la taille de Wikipédia fin 2009, ainsi que celle de trois autres encyclopédies généralistes « classiques » (figurées en bas à gauche, cliquez sur l'image pour agrandir).
La surface du toit des bâtiments est proportionnelle au nombre d'articles. Affiché dans sa taille originale, un pixel représente un article. La hauteur des bâtiments est fonction du pourcentage de conflits dans la catégorie correspondante. Les catégories et les conflits ne sont pas montrés pour les encyclopédies classiques.
Chaque fenêtre rouge correspond à 1000 contributeurs « très actifs » (avec plus de 100 contributions par mois), les bleus représentent 1000 contributeurs « actifs » (plus de cinq contributions par mois). Chaque bonhomme bâton représente un million de visiteurs uniques par mois. Du fait du manque d'information concernant les encyclopédies classiques, il n'y a aucun visiteur dessiné près d'elles.
Certains bonshommes transportent de petits carrés, qui représentent chacun 21 nouveaux articles par mois (un pixel par article dans les proportions normales).

En 2015, une image 3D de la volumétrie de 2009, reprenant une étude menée par Jacopo Farina et ses collègues, est réalisée à l'aide du jeu vidéo Minecraft.

## Versions linguistiques
Wikipédia est un projet multilingue composé de près de 300 projets linguistiques distincts. Chaque version linguistique est gérée par des communautés de bénévoles différentes et bénéficie d'une certaine autonomie de fonctionnement. Les règles d'édition peuvent par exemple varier d'une version linguistique à l'autre. Au total, l'ensemble des versions linguistiques représente des milliards de modifications sur des dizaines de millions de pages encyclopédiques, construites par des centaines de milliers de contributeurs.
| Articles encyclopédiques | Toutes pages confondues | Modifications | Administrateurs | Contributeurs enregistrés | Contributeurs actifs | Images    |
| ------------------------ | ----------------------- | ------------- | --------------- | ------------------------- | -------------------- | --------- |
| 65 345 296               | 274 283 103             | 3 746 022 866 | 3 453           | 121 007 931               | 385 357              | 2 848 577 |

Une liste des Wikipédias actualisée régulièrement est disponible sur le site Méta-Wiki.
| Langue          | Nombre d'articles | Moyenne d'articles par jour depuis le 09/05/25 | Nombre de pages | Nombre de modifications | Nombre de contributeurs enregistrés |
| --------------- | ----------------- | ---------------------------------------------- | --------------- | ----------------------- | ----------------------------------- |
| allemande       | +0003 021 735,    | +00296,8                                       | +0008 303 654,  | +0254 964 930,          | +0004 588 921,                      |
| anglaise        | +0007 004 505,    | +00463,9                                       | +0063 284 337,  | +1 289 440 983,         | +0049 240 875,                      |
| anglaise simple | +0 000270 278,    | +00063,1                                       | +0 000885 715,  | +0010 287 841,          | +0001 603 568,                      |
| arabe           | +0001 265 765,    | +00142,6                                       | +0008 785 830,  | +0070 877 501,          | +0002 723 548,                      |
| arabe égyptien  | +0001 627 568,    | +00016,4                                       | +0002 155 465,  | +0012 068 883,          | +0 000262 653,                      |
| arménienne      | +0 000319 686,    | +00032,6                                       | +0001 175 076,  | +0010 336 369,          | +0 000154 726,                      |
| azéri           | +0 000205 173,    | +00033,5                                       | +0 000616 770,  | +0008 148 414,          | +0 000310 755,                      |
| azéri du Sud    | +0 000244 113,    | +0 0002,3                                      | +0 000578 957,  | +0001 573 645,          | +00 00055 971,                      |
| basque          | +0 000464 690,    | +00079,9                                       | +0001 003 333,  | +0010 291 213,          | +0 000174 348,                      |
| biélorusse      | +0 000254 164,    | +00019,6                                       | +0 000713 564,  | +0004 994 860,          | +0 000152 870,                      |
| bulgare         | +0 000304 326,    | +00020,3                                       | +0 000686 809,  | +0012 569 230,          | +0 000360 293,                      |
| catalane        | +0 000775 459,    | +00054,8                                       | +0001 942 646,  | +0035 122 675,          | +0 000515 572,                      |
| cebuano         | +0006 117 597,    | +00 000 00021,                                 | +0011 230 920,  | +0035 298 412,          | +0 000128 115,                      |
| chinoise        | +0001 480 557,    | +00187,1                                       | +0008 041 174,  | +0087 302 852,          | +0003 730 820,                      |
| coréenne        | +0 000705 982,    | +00094,3                                       | +0003 388 056,  | +0039 874 710,          | +0 000894 307,                      |
| croate          | +0 000226 399,    | +00024,4                                       | +0 000485 520,  | +0007 212 622,          | +0 000329 182,                      |
| danoise         | +0 000308 860,    | +00021,4                                       | +0 000968 965,  | +0012 017 861,          | +0 000517 059,                      |
| espagnole       | +0002 038 896,    | +00245,8                                       | +0008 429 898,  | +0167 348 721,          | +0007 426 838,                      |
| espéranto       | +0 000371 271,    | +00037,5                                       | +0 000833 411,  | +0009 091 610,          | +0 000237 594,                      |
| estonienne      | +0 000252 777,    | +00019,                                        | +0 000594 860,  | +0006 887 729,          | +0 000206 265,                      |
| finnoise        | +0 000595 370,    | +00054,7                                       | +0001 539 170,  | +0023 287 584,          | +0 000604 720,                      |
| française       | +0002 688 912,    | +00223,3                                       | +0013 511 539,  | +0225 812 697,          | +0005 193 701,                      |
| galicienne      | +0 000222 041,    | +00032,                                        | +0 000546 283,  | +0007 076 940,          | +0 000155 142,                      |
| galloise        | +0 000282 127,    | +0 0002,9                                      | +0 000521 648,  | +0013 697 779,          | +00 00097 928,                      |
| grecque         | +0 000253 706,    | +00054,4                                       | +0 000722 386,  | +0011 113 336,          | +0 000453 478,                      |
| hébreue         | +0 000376 530,    | +00059,5                                       | +0001 590 646,  | +0041 105 824,          | +0001 206 665,                      |
| hongroise       | +0 000558 181,    | +00039,5                                       | +0001 588 339,  | +0028 115 295,          | +0 000590 604,                      |
| indonésienne    | +0 000731 084,    | +00083,3                                       | +0003 992 572,  | +0027 336 217,          | +0001 549 747,                      |
| italienne       | +0001 921 358,    | +00142,3                                       | +0008 308 652,  | +0144 910 022,          | +0002 646 975,                      |
| japonaise       | +0001 461 592,    | +00012,9                                       | +0004 295 634,  | +0104 922 101,          | +0002 322 303,                      |
| kazakh          | +0 000239 409,    | +0 0009,2                                      | +0 000649 502,  | +0003 474 165,          | +0 000166 162,                      |
| lituanienne     | +0 000222 522,    | +00011,5                                       | +0 000553 770,  | +0007 561 259,          | +0 000198 344,                      |
| malaise         | +0 000426 077,    | +00031,                                        | +0001 154 931,  | +0006 542 623,          | +0 000355 068,                      |
| minangkabau     | +0 000228 419,    | +0 0002,6                                      | +0 000473 094,  | +0003 170 037,          | +00 00021 190,                      |
| minnane         | +0 000433 716,    | +0 0001,4                                      | +0001 073 520,  | +0003 237 392,          | +00 00067 825,                      |
| néerlandaise    | +0002 188 916,    | +00084,5                                       | +0004 709 212,  | +0069 262 060,          | +0001 408 642,                      |
| norvégienne     | +0 000648 606,    | +00060,3                                       | +0001 862 776,  | +0025 123 422,          | +0 000655 383,                      |
| ourdoue         | +0 000226 406,    | +00166,                                        | +0002 215 665,  | +0008 786 135,          | +0 000194 785,                      |
| ouzbek          | +0 000293 357,    | +00032,6                                       | +0001 102 528,  | +0005 465 724,          | +0 000172 993,                      |
| persane         | +0001 042 198,    | +00146,8                                       | +0005 904 873,  | +0041 968 166,          | +0001 394 279,                      |
| polonaise       | +0001 659 892,    | +00105,8                                       | +0003 885 879,  | +0076 738 333,          | +0001 378 115,                      |
| portugaise      | +0001 147 887,    | +00045,2                                       | +0005 911 318,  | +0070 877 501,          | +0003 236 211,                      |
| roumaine        | +0 000513 705,    | +00026,2                                       | +0002 902 792,  | +0016 959 805,          | +0 000697 365,                      |
| russe           | +0002 048 808,    | +00182,6                                       | +0008 308 652,  | +0144 910 022,          | +0003 759 981,                      |
| serbe           | +0 000707 698,    | +00037,2                                       | +0004 201 043,  | +0029 980 772,          | +0 000435 310,                      |
| serbo-croate    | +0 000460 839,    | +0 0006,                                       | +0004 625 952,  | +0042 448 300,          | +0 000256 531,                      |
| slovaque        | +0 000254 091,    | +00016,9                                       | +0 000587 491,  | +0008 018 872,          | +0 000264 520,                      |
| suédoise        | +0002 610 714,    | +00039,5                                       | +0006 314 482,  | +0057 460 305,          | +0 000952 475,                      |
| tatare          | +0 000502 845,    | +0 0007,2                                      | +0 000832 176,  | +0004 419 929,          | +00 00055 719,                      |
| tchèque         | +0 000570 117,    | +00062,1                                       | +0001 592 580,  | +0024 921 548,          | +0 000700 261,                      |
| tchétchène      | +0 000601 572,    | +0 0001,7                                      | +0001 191 430,  | +0040 466 056,          | +00 00041 776,                      |
| turque          | +0 000638 209,    | +00121,9                                       | +0003 330 803,  | +0039 874 710,          | +0001 683 225,                      |
| ukrainienne     | +0001 379 730,    | +00119,3                                       | +0004 909 159,  | +0045 341 121,          | +0 000804 280,                      |
| vietnamienne    | +0001 294 539,    | +0 0009,3                                      | +0019 505 543,  | +0073 512 478,          | +0 000990 035,                      |
| waray-waray     | +0001 275 166,    | +00100,5                                       | +0002 878 954,  | +0007 713 157,          | +00 00062 971,                      |

Certaines éditions de Wikipédia, telles que les éditions en cebuano et en waray-waray, ont un nombre d'articles très élevé malgré un nombre limité de contributeurs, en raison de l'utilisation d'un logiciel ou robot pour générer des articles. Il existe également un classement qualitatif fondé sur l'existence et la taille des articles d'une liste arbitraire d'environ 1 000 articles que toute édition de Wikipédia devrait avoir.
Le projet Wikipédia ne se limite pas aux langues vivantes comptant un très grand nombre de locuteurs, officielles ou attachées à un pays. En effet, des versions de l'encyclopédie Wikipédia sont rédigées dans les langues corse, occitane, bretonne, picarde, basque, catalane, latine, en espéranto, en anglais simplifié.
Sept versions linguistiques de l'encyclopédie recourent à l'orthographe et à la typographie « Wikipédia » (avec l'accent aigu) pour désigner l'encyclopédie :
- trois langues romanes : français, portugais et picard ;
- deux langues malayo-polynésiennes : soundanais et tétoum ;
- une langue ouralienne : hongrois ;
- une langue slave : slovaque.

Les trois éditions de Wikipédia les plus consultées mi-2010 sont, d'après le site d'Alexa (Internet), la version en anglais avec 54 % du trafic, la version en japonais avec 10,3 % du trafic et la version en allemand avec 8,1 % du trafic.
Depuis juillet 2020, le projet Abstract Wikipedia de la Fondation Wikimédia vise à créer une version indépendante d'une langue de Wikipédia, en utilisant des données structurées provenant de Wikidata.

## Rédaction

### Rédacteurs

Évolution du nombre d'articles de la version française de Wikipédia depuis 2001.

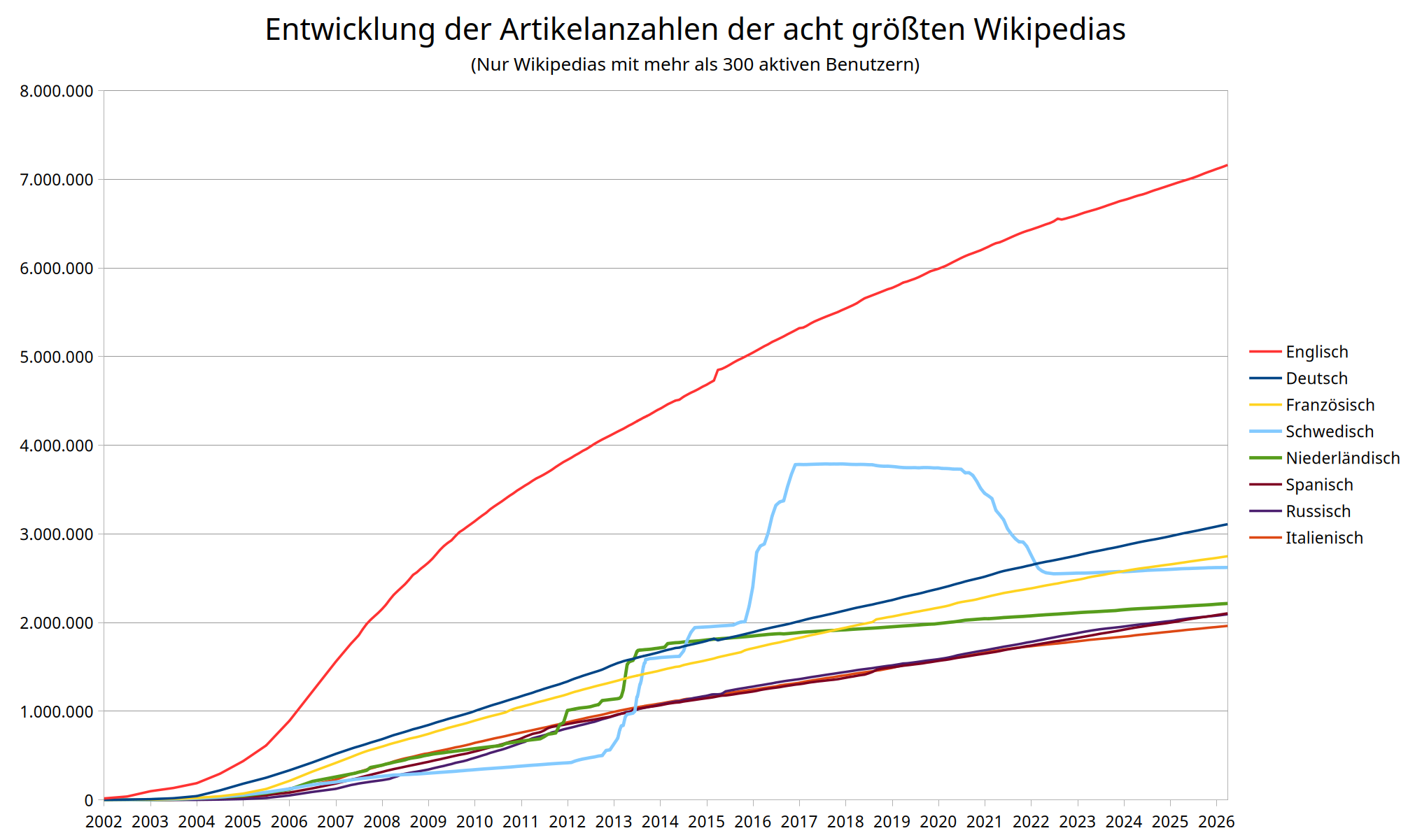
Évolution du nombre d'articles des huit Wikipédia les plus importantes depuis 2001.

Tout lecteur de Wikipédia est un rédacteur ou correcteur potentiel. Fin 2008, un sondage est effectué par la Fondation Wikimédia et UNU-MERIT. Environ 130 000 lecteurs et contributeurs de Wikipédia y ont répondu, principalement en langues anglaise, allemande et espagnole. La moyenne d'âge des sondés est environ 26 ans. Une fois les résultats lissés, environ 65 % d'entre eux se déclaraient seulement lecteurs, et 35 % contributeurs. Parmi les contributeurs, 48 % d'entre eux avaient fait des études supérieures, et 20 % obtenu un master ou plus. Ces contributeurs passent en moyenne 4,3 heures par semaine sur Wikipédia, et leurs motivations principales sont de partager le savoir et de corriger les erreurs.
Certains comptes utilisateurs sont utilisés par des logiciels, dits « robots » ou « bots », programmés pour assurer la maintenance des articles, par exemple pour corriger des erreurs communes d'orthographe ou de mise en forme, lutter contre les vandalismes ou encore, dans certaines éditions de Wikipédia, créer de nombreux nouveaux articles,. En 2014, les robots ont effectué près de 15 % de l'ensemble des contributions. Il leur arrive de mener des « guerres d'édition » entre eux, parfois pendant plusieurs années.
Les rédacteurs se répartissent généralement par communauté linguistique concentrée sur la rédaction de la version de Wikipédia correspondante, mais interviennent aussi souvent ponctuellement sur les versions de Wikipédia en d'autres langues, ou les projets frères de la Fondation Wikimédia. Depuis 2008, les comptes enregistrés peuvent être unifiés : un seul compte sert ainsi à identifier l'utilisateur sur tous les projets de la Fondation Wikimédia.
Parmi les contributeurs, il y a toujours eu plus d'hommes que de femmes. En 2010, une étude réalisée à partir d'une enquête auprès des contributeurs et contributrices et des travaux antérieurs sur le genre, l'expérience de l'internet et les compétences à contribuer suggère que ceci est dû en partie au fait que les hommes ont de manière générale plus développé certaines des compétences utiles dans l'Internet pour contribuer à ce type de projet,.
Un contributeur est classé « actif » tant qu'il fait au moins cinq modifications par mois. Depuis 2007, le nombre de contributeurs actifs sur l'ensemble des versions linguistiques de Wikipédia a presque été divisé par deux.

Un rédacteur peut être identifié par son adresse IP, ou par son pseudonyme s'il l'a enregistré sur le site. Plus de 85 millions d'éditeurs ont créé leur compte, 300 000 étant considérés comme actifs.
Au sein de Wikipédia, les comptes utilisateurs disposent de différents statuts techniques gérés par le logiciel MediaWiki et contrôlant les actions qui leur sont permises. Les critères pour acquérir un statut et la façon de se servir des capacités fournies sont fixés indépendamment par chaque communauté. Parmi ces statuts, les principaux sont :
- les utilisateurs anonymes identifiés par leur adresse IP peuvent uniquement créer et modifier les articles, et intervenir sur les pages de discussions (avec des restrictions sur la création d'articles sur certaines versions linguistiques) ;
- les utilisateurs enregistrés peuvent faire de même, mais en plus renommer une page et copier des fichiers d'illustration (images, vidéos…). En fonction de certains critères choisis par chaque communauté — généralement un seuil minimal sur le nombre de contributions réalisées par le compte utilisateur — ils peuvent aussi voter lors des différentes consultations, comme les élections d'administrateurs ou d'arbitres ;
- les administrateurs sont élus par la communauté qui leur confère ce statut. Leur rôle est essentiellement technique, et correspond à des outils dont l'usage nécessite l'approbation de la communauté : supprimer une page, supprimer des versions intermédiaires d'une page (dite « purge d'historique »), mettre en place différents niveaux de blocage filtrant la modification de pages ayant des problèmes, et bloquer un utilisateur au comportement problématique. Ils ne peuvent juger du contenu d'un article, mais peuvent intervenir pour limiter la modification d'une page lorsqu'elle est le terrain d'un conflit entre utilisateurs ;
- les bureaucrates sont élus par la communauté, et peuvent renommer un compte utilisateur. Ils examinent aussi les résultats d'une candidature au rôle d'administrateur ou de bureaucrate, et la valident en effectuant le changement de statut du compte utilisateur concerné s'il a obtenu l'approbation de la communauté ;
- les arbitres sont élus par la communauté qui leur confère ce statut. Ils forment le Comité d'arbitrage qui étudie les conflits entre utilisateurs et peuvent décider de sanctions, notamment des blocages de modification ou des restrictions plus spécifiques. Ils ne peuvent juger du contenu d'un article, leur rôle se limite à évaluer les conflits entre personnes, et leur comportement sur Wikipédia[Note 24].

#### Statistiques mensuelles
La Fondation Wikimédia fournit des statistiques mensuelles sur son site. On trouve notamment la somme des nombres de contributeurs ayant fait au moins 100 modifications pour l'ensemble des éditions :
- en 2006 : entre 6 999 et 10 369 ;
- en 2007 : entre 10 482 et 11 710 ;
- en 2008 : entre 10 470 et 11 696 ;
- en 2009 : entre 10 440 et 11 470 ;
- en 2017 : entre 10 088 et 11 167.

On trouve également la somme des nombres de contributeurs ayant fait au moins cinq modifications pour l'ensemble des éditions :
- en 2006 : entre 46 492 et 82 463 ;
- en 2007 : entre 83 065 et 94 534 ;
- en 2008 : entre 83 360 et 93 045 ;
- en 2009 : entre 84 131 et 90 590 ;
- en 2017 : entre 66 097 et 75 633.

On trouve également le nombre de pages vues pour l'ensemble des éditions :
- en 2008 : entre 9 148 millions et 10 617 millions ;
- en 2009 : entre 10 054 millions et 11 635 millions ;
- en 2017 : entre 14 803 millions et 18 035 millions.

### Contrôle des modifications des articles
Les modifications apportées aux articles font l'objet de plusieurs niveaux de surveillance a posteriori, qui permettent de corriger les erreurs les plus évidentes. Selon Le Figaro, le cofondateur de Wikipédia, Jimmy Wales, affirme ainsi qu'« en général, la correction d'une erreur ou d'une information fallacieuse a lieu en quelques heures, voire en quelques minutes ». Une étude de l'université du Minnesota affirme que, jusqu'en 2006, sur deux millions de modifications problématiques, 42 % ont été réparées dans un temps qui rend peu probable leur lecture par un visiteur, alors qu'environ 11 % des vandalismes détectés persistaient après avoir été vus cent fois. De la même manière, la grande majorité des vandalismes détectés ont été corrigés après 15 révisions au plus. En 2009, Dominique Cardon et Julien Levrel attribuent une partie de la réussite du mode de correction et du processus d'amélioration continue de Wikipédia à une gouvernance fondée sur la « vigilance participative ».
À un premier niveau, tous les changements sont accessibles en temps réel sur une page récapitulant les « modifications récentes ». Ce flux est scruté en permanence par des volontaires, ainsi que par quelques automates. Les vandalismes les plus évidents (écrasements de pages entières, messages d'insulte, graffiti) sont généralement détectés à ce stade, et corrigés dans les secondes ou minutes qui suivent par un retour à la version précédente. Ce premier niveau de contrôle porte essentiellement sur la forme. Les surveillants volontaires peuvent également corriger des problèmes évidents d'orthographe ou de style, et éventuellement effectuer un contrôle de cohérence rapide sur un ajout particulièrement suspect. En 2006, 60 % des « vandalismes » étaient détectés facilement par des humains (modifications dénuées de sens, offensantes ou encore suppressions massives), mais certaines catégories de modifications semblaient plus délicates à repérer : désinformation, suppression partielle, spam et autres.
Le deuxième niveau de contrôle consiste, pour un rédacteur inscrit, à examiner sur sa « liste de suivi » (liste des pages qu'il a marquées pour les surveiller) les modifications apportées récemment. Cet examen permet de détecter et de corriger assez rapidement les principaux problèmes de fond : erreurs manifestes, ajouts hors sujet, ou manque d'objectivité ou de neutralité dans la formulation. Les coauteurs de l'article peuvent ainsi contrôler de manière plus approfondie les ajouts suspects, si nécessaire en s'appuyant sur des sources de référence.
Quand ces deux premiers niveaux de contrôle conduisent à des corrections, le correcteur volontaire peut examiner ensuite l'ensemble des ajouts effectués par le même contributeur, ce qui peut lui permettre de rattraper des modifications ayant échappé aux deux premiers niveaux de contrôle. Quand il apparaît qu'un contributeur « à problème » a trop souvent une contribution négative sur Wikipédia, il peut se faire interdire d'écriture sur toute l'encyclopédie : « Les administrateurs, élus parmi les contributeurs, ont le pouvoir de supprimer ou de protéger des pages, de bloquer ou d'exclure un contributeur à la suite d'une décision du comité d'arbitrage, lui aussi composé de membres choisis par la communauté ».

Évolution du nombre d'articles labellisés depuis 2003.

Les erreurs qui échappent à ces premiers niveaux de contrôle sont des erreurs peu évidentes, ou qui portent sur des articles marginaux, de faible avancement, et peu surveillés. Ces erreurs peuvent rester des mois voire des années dans l'article, et restent d'autant plus longtemps que l'article est peu lu et peu modifié. Elles peuvent être corrigées spontanément par un lecteur. De plus, à la faveur d'une nouvelle modification, l'article repasse par les contrôles précédents, et les correcteurs volontaires peuvent décider à cette occasion de le relire en intégralité pour corriger d'éventuelles erreurs anciennes.
Le dernier niveau de contrôle, collectif, est formé par les projets d'amélioration d'articles rattachés à un thème donné, organisé autour d'un « portail ». Dans ce cadre, les articles sont relus, complétés et corrigés, par des volontaires passionnés par ce thème. Les articles qui bénéficient de ces relectures sont initialement corrigés, et continuent généralement à être suivis par l'équipe du « portail ».[réf. nécessaire]
Chaque communauté établit aussi des procédures pour labelliser les articles en fonction de critères spécifiques, ce processus conduit par exemple à deux catégories d'articles : « bon article » (« good article » sur Wikipédia en anglais) et « article de qualité » (« featured article » sur Wikipédia en anglais).
D'autres procédures sont développées et testées par les différentes communautés de langue, comme le projet WikiTrust, des filtres automatiques contrôlant le texte proposé à la publication, ou des versions de travail nécessitant une relecture avant d'être incorporés à la version publiée (flagged revision)[réf. souhaitée].

### Conflits de contribution

Proportion des conflits de contribution selon les catégories, sur Wikipédia en anglais en janvier 2008.

L'étude menée par des chercheurs de l'université Carnegie-Mellon et du Palo Alto Research Center sur l'année 2008 s'intéresse également à la contribution des différents thèmes de l'encyclopédie aux conflits, en décomptant le nombre d'annulations de modification, ramené à la taille de la catégorie correspondant au thème :
- culture et arts : 2 % ;
- biographies et personnes : 14 % ;
- géographie et lieux : 2 % ;
- société et sciences sociales : 7 % ;
- histoire et événements : 6 % ;
- sciences naturelles et physiques : 7 % ;
- technologie et sciences appliquées : 1 % ;
- religions et systèmes de croyances : 28 % ;
- santé : 0 % ;
- mathématiques et logique : 1 % ;
- philosophie et pensée : 28 %.

Les annulations de modification sont plus nombreuses dans certains articles, dont l'ensemble ou une partie du contenu se trouve particulièrement controversé. Une étude montre que ces articles diffèrent selon les langues de l'encyclopédie. Ces conflits peuvent aussi être vus comme la manifestation de différentes visions des notions de vérité et de connaissance.

## Critiques
Le statut de Wikipédia en tant que source de référence est un sujet de controverses, en particulier à cause de son système de rédaction ouvert à tous. L'audience grandissante de Wikipédia a conduit un grand nombre de personnes à formuler des avis critiques sur la fiabilité des informations présentées dans cette encyclopédie. Ces critiques étant récurrentes, une page spéciale de Wikipédia est consacrée aux réponses de participants à Wikipédia aux objections les plus fréquentes.
Les principales critiques portent sur :
- l'anonymat des contributeurs ;
- l'absence de filtrage des contributeurs et de comité de validation ;
- les problèmes posés par la neutralité de point de vue ;
- la vulnérabilité face aux sabotages, « vandalismes » dans le jargon de Wikipédia[78] ;
- la communauté des contributeurs.

Les critiques de Wikipédia l'accusent d'incohérences, de partialité systémique et d'une forme d'anti-élitisme, et d'avoir une politique favorisant trop le consensus dans son processus éditorial. La fiabilité et la précision de Wikipédia sont aussi des questions débattues. D'autres critiques portent essentiellement sur sa sensibilité au vandalisme et à l'ajout de fausses informations, bien que des travaux aient suggéré que le vandalisme est généralement de courte durée,.
Certaines critiques ne sont pas uniquement d'ordre général et peuvent également concerner des biais, des différences d'interprétation ou des questions d'éthique sur la pratique encyclopédique. Ainsi, parmi les biais les plus fréquemment cités se trouvent :
- le biais géographique : lorsqu'une majorité de contributeurs sont d'un groupe ethnique, national ou régional donné, certains articles peuvent être traités inconsciemment à travers un prisme unique ;
- le biais linguistique : en dépit du grand nombre de langues présentes sur l'encyclopédie, il y a parfois une décorrélation entre le nombre d'articles disponibles et celui de locuteurs, ainsi qu'une différence qualitative comparativement aux articles anglophones ;
- le biais de genre : bien qu'il y ait débat sur les raisons de la qualité du traitement réservé aux sujets féminins, on constate que les articles consacrés aux femmes sont moins fréquents et souvent moins fournis que ceux consacrés à leurs homologues masculins.

Depuis les débuts de l'encyclopédie, différentes controverses ont également émaillé sa réputation aux yeux des spécialistes ou de l'opinion publique, notamment à la suite de cas de désinformation ou de diffamation avérés. L'un des cas les plus médiatisés fut la prise de contrôle de l'édition croate de Wikipédia par des révisionnistes d'extrême droite entre 2011 et 2021, ce qui mena à de vives critiques envers la Fondation Wikimédia pour son manque d'action.
D'autres critiques se révèlent plutôt positives. Ainsi, en juin 2009, le philosophe français Bernard Stiegler estime que Wikipédia, « passage obligé pour tout utilisateur d'Internet », est un « exemple frappant d'économie de la contribution » et que l'encyclopédie « a conçu un système d'intelligence collective en réseau ».
Des études ont été menées sur la qualité du contenu proposée par Wikipédia, et des comparaisons effectuées avec d'autres encyclopédies. Ces évaluations fournissent généralement des conclusions positives pour Wikipédia, mais ces résultats font aussi l'objet de critiques.

## Aspects techniques

### Logiciel
Wikipédia et ses projets parallèles sont des wikis libres. Le premier wiki est créé en 1995 par Ward Cunningham, qui l'appelle WikiWikiWeb. Un wiki est un site web dynamique, dont les visiteurs autorisés peuvent modifier les pages qu'ils lisent avec leur navigateur web. Sur Wikipédia, par exemple, la syntaxe utilisée pour modifier une page est beaucoup plus simple que celle du Hypertext Markup Language, et elle est conçue avec l'objectif de permettre un apprentissage rapide.
Le fonctionnement de Wikipédia est assuré par le logiciel libre MediaWiki, une plate-forme wiki adaptée à Wikipédia, écrite en PHP et utilisant une base de données MySQL. MediaWiki est sous licence GNU GPL et est en 2010 utilisé par tous les projets Wikimedia ainsi que par de nombreux autres sites wikis. À l'origine, Wikipédia utilisait le logiciel UseModWiki, développé par Clifford Adams en Perl, et requérant l'usage de la camel case pour la création de liens entre les articles. À partir de janvier 2002, la version en anglais de Wikipédia utilise un logiciel développé par Magnus Manske, écrit en PHP — les versions dans les autres langues étant restées sous le logiciel UseModWiki. À partir de l'été 2002, tous les sites sont progressivement migrés vers MediaWiki.
Les informations contenues dans Wikipédia, toutes langues confondues, sont conservées dans une base de données et peuvent être téléchargées.

### Serveurs

Organisation des serveurs de Wikipédia en trois couches. Plusieurs serveurs portent les noms d'encyclopédistes.

Le succès croissant de Wikipédia nécessite l'emploi d'un grand nombre de serveurs informatiques qui fonctionnent tous avec un système d'exploitation GNU/Linux (principalement Ubuntu). Ces installations sont présentes à Tampa en Floride, à Amsterdam aux Pays-Bas, et dans le site sud-coréen d'hébergement de Yahoo! qui accueille 23 serveurs[Quand ?] de la Fondation Wikimédia.
Les serveurs sont organisés en trois couches :
- des machines munies de caches Squid, attendent les demandes de pages et d'images ;
- des machines munies de serveurs Apache préparent les pages à la demande, en fonction des données présentes dans la base de données ;
- une base de données maître et des bases de données esclaves stockent les données ; jusqu'en décembre 2012, elles fonctionnent avec MySQL. Depuis début 2013, la fondation a basculé sur la scission MariaDB[87].

Plusieurs sites web, comme Ganglia, permettent de consulter diverses informations sur le fonctionnement des serveurs, notamment la charge des processeurs, la mémoire occupée…
L'architecture des serveurs change très fréquemment en raison des améliorations régulièrement apportées pour répondre au très fort trafic engendré par la consultation de Wikipédia. Cet aspect de Wikipédia est géré par le personnel technique de la Fondation Wikimédia.

## Fondation Wikimédia et associations locales

Logo de la Fondation Wikimédia.

La Fondation Wikimédia possède les différentes marques (Wikipedia, Wikimedia…), les serveurs, les sites web, et agit comme hébergeur web. Sur un budget de 177 M$ en 2023, l'hébergement web de l'encyclopédie représente 3,4 M$.
Des associations nationales, ayant pour but de promouvoir Wikipédia et le libre partage des connaissances, sont actives dans plusieurs pays. Elles reprennent généralement l'intitulé « Wikimedia » (Wikimédia Belgique, Wikimédia France, Wikimédia Suisse, etc.). Ces associations sont reconnues comme associations locales par la Fondation Wikimédia, mais n'y sont pas juridiquement liées et n'ont aucune responsabilité sur le contenu de Wikipédia. Elles sont généralement désignées comme le chapter (chapitre) pour un pays donné. Des associations de ce type sont présentes au Royaume-Uni, en Allemagne, en Argentine, en Australie, en Autriche, en France, à Hong Kong, en Israël, en Italie, aux Pays-Bas, en Pologne, en Tchéquie, en Russie, en Serbie, en Suède, en Suisse et à Taïwan.
Les différentes communautés linguistiques et la Fondation Wikimédia s'accordent pour publier Wikipédia et ses projets frères sans recourir à un financement publicitaire[réf. souhaitée]. Soutenue uniquement par des dons des lecteurs, de mécènes et de fondations, la Fondation Wikimédia emploie une trentaine de personnes (en septembre 2014, 213 noms constituent l'équipe Wikimédia), principalement des techniciens gérant les serveurs hébergeant les différents sites. Pour l'année fiscale 2007-2008, elle a reçu 6,4 millions de dollars US de dons.

## Influence
L'influence de Wikipédia se retrouve désormais dans de nombreux aspects de la société au delà du World Wide Web. De nombreux sites internet, comme les blogs, les sites officiels ou journalistiques, peuvent proposer des liens complémentaires vers des articles de Wikipédia pour approfondir un sujet. Wikipédia se retrouve également au centre d'enjeux politiques et juridiques puisqu'il est de plus en plus utilisé comme outil de connaissance et/ou support pédagogique.
Libération note que Wikipédia, même si ce n'était pas prévu initialement, suit l'actualité en temps réel, ce qui en fait l'un des tout premiers sites d'information, notamment en France, où Wikipédia est consulté en 2025 par 30 millions d'internautes chaque mois.

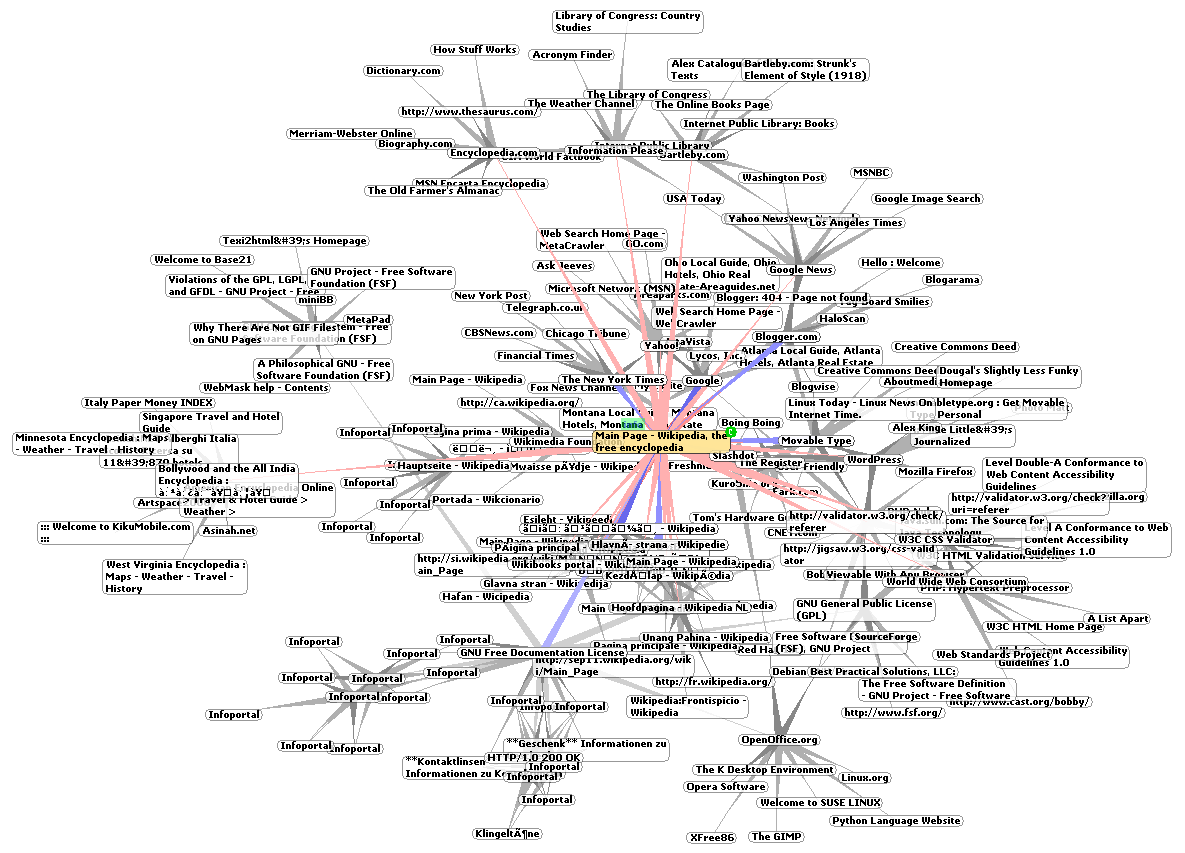
Place de Wikipédia dans le World Wide Web en 2007.

### Impact médiatique

#### Sur Internet
Selon ComScore, Wikipédia a acquis une influence mondiale. Selon ComScore et Alexa (Internet), Wikipédia figure depuis 2007 parmi les dix sites les plus visités dans le monde, et c'est le seul site non-commercial de la liste.
La croissance de Wikipédia a été favorisée par son classement dans les résultats d'une recherche sur Google, environ 50 % du trafic des moteurs de recherche vers Wikipédia provenant de Google, dont une grande partie est liée à la recherche universitaire.
Selon Guillaume Sire, maître de conférences en science de l'information à l'université de Toulouse, Google remonte systématiquement Wikipédia en premier sur ses résultats de recherche, d'une part car le contenu gratuit lui est préférable et d'autre part car les hyperliens vers d'autres sites internets y sont proscrits. Ainsi, pour l'algorithme de Google, Wikipédia ne redistribue pas l'autorité (la quantité de liens hypertextes étant un facteur essentiel pour apparaître dans les premiers résultats du moteur de recherche), limite la personnalisation de la recherche et tend à l'égaliser.
En avril 2007, le Pew Internet and American Life Project a constaté que le tiers des internautes américains consultaient Wikipédia. En octobre 2006, le site a été estimé à une valeur de marché hypothétique de 580 millions de dollars américains s'il y avait des publicités.
En juillet 2007, Wikipédia a fait l'objet d'un documentaire de 30 minutes sur la BBC Radio 4, qui affirmait que « Wikipédia » était devenu un terme connu par tout le monde, au même titre que « Google », « Facebook » et « YouTube ». Le cinéaste néerlandais IJsbrand van Veelen a créé un documentaire télévisé de 45 minutes en avril 2008, The Truth According to Wikipedia.
Dans les pays pauvres, là où le livre est rare, l'abonnement internet hors de prix, Wikipédia est massivement utilisé par les étudiants, ainsi que comme produit d'appel par les opérateurs.
Dans un communiqué de presse du 10 novembre 2009, la Fondation Wikimédia annonce recevoir plus de 320 millions de visiteurs par mois pour Wikipédia et ses projets frères, d'après comScore Media Metrix.

#### Par rapport aux autres encyclopédies en ligne
De nombreux projets d'encyclopédie existent — ou ont déjà existé — sur Internet. Certains, tels que la Stanford Encyclopedia of Philosophy ou la défunte Nupedia, ont adopté une politique éditoriale traditionnelle, avec par exemple un seul auteur par article. La forte fréquentation de Wikipédia, combinée aux critiques sur son principe de fonctionnement, ont également poussé au développement de projets concurrents. Citizendium est par exemple une encyclopédie en ligne en anglais dirigée par Larry Sanger et publiée sous licence libre. Elle se distingue notamment par l'obligation pour les rédacteurs d'indiquer leur nom et de préciser leurs diplômes. Le 5 décembre 2009, Citizendium propose 12 790 articles, dont 121 ont été approuvés par son système de sélection. À titre de comparaison et à la même date, Wikipédia en anglais propose 3 116 306 articles, dont 2 710 sont présentés comme articles de qualité (featured articles).
L'exemple de Wikipédia a aussi suscité la création de projets plus spécialisés, comme l'encyclopédie thématique Memory Alpha, consacrée à l'univers de Star Trek, ou le site parodique Désencyclopédie. Également inspirées de Wikipédia, Wikimini et Vikidia offrent un dessein pédagogique à ces nouveaux wikis en proposant aux enfants et adolescents de construire leur propre encyclopédie en ligne. D'autres, tels que Susning et l'Enciclopedia Libre Universal en Español, sont des wikis dans lesquels les articles sont écrits par divers collaborateurs sans processus formel de révision. Conservapedia est une encyclopédie collaborative en ligne en anglais, conservatrice et créationniste, construite en réaction à la neutralité de point de vue de Wikipédia en anglais, jugée trop « gauchiste » » et « liberal » (au sens américain du terme). Le projet Wikipédia a aussi influencé la création d'une encyclopédie d'extrême droite qui se dit « encyclopédie alternative », Metapedia, créée le 26 octobre 2006 en suédois, puis son pendant slave, Wikislavia. Metapedia existe en suédois, en anglais, en hongrois, en espagnol, en français, en slovaque, en portugais, en tchèque, en roumain, en allemand, en estonien, en norvégien, en croate, en danois, en néerlandais et en grec. Wikislavia existe en russe, en une langue appelée « sibérien », en tchakavien (croate), en kaïkavien (croate), en russe latinisé, en « don-cosaque », en panslavon, en moldave[Quoi ?] [réf. nécessaire] et en ukrainien.
Influencées par le positionnement de Wikipédia sur Internet, les éditions Larousse ont ouvert en mai 2008 leur encyclopédie en ligne à un accès public et gratuit, et développé un espace consacré à des articles rédigés par les internautes. L'Encyclopædia Universalis propose aussi une version consultable en ligne, sur un modèle payant par abonnement et reposant sur l'érudition de ses auteurs assumant un parti pris éclairé dans la rédaction des articles. En octobre 2009, un comparatif du magazine Clubic, portant sur six encyclopédies en ligne francophones, concluait à la prédominance de Wikipédia dans l'exhaustivité et l'actualisation de ses informations, et d'Universalis dans la pertinence. L'encyclopédie Larousse était perçue comme un compromis viable, mais cumulant aussi les défauts des deux autres modèles.
En Chine, le moteur de recherche Baidu a ouvert l'encyclopédie en ligne Baidu Baike le 20 avril 2006. Le contenu, 1,7 million d'articles en juillet 2009, est rédigé par les internautes sinophones qui cèdent leurs droits d'auteur à Baidu. Baike.com est une autre encyclopédie en ligne en chinois : reposant sur une technologie wiki, elle contient, en septembre 2009, 3,23 millions d'articles placés sous copyright. Des systèmes de contrôle assurent sur ces deux sites que des informations jugées inappropriées par le gouvernement de la république populaire de Chine ne sont pas publiées. À titre de comparaison, Wikipédia en chinois contient 270 000 articles en septembre 2009, et son site web a été fréquemment bloqué en Chine, notamment parce qu'elle présentait des articles sur des sujets sensibles comme les manifestations de la place Tian'anmen, le Falun Gong, ou le dalaï-lama.[réf. nécessaire]

### Influence culturelle

#### Accueil partagé des médias

Une bande dessinée de xkcd intitulée Protestataire wikipédien.

Wikipédia est devenue un sujet d'actualité, de débat et de satire dans de nombreux pays. Certaines sources médiatiques font sa satire en insistant sur le manque de fiabilité de Wikipédia, comme le journal satirique The Onion. D'autres critiquent le fait que tout le monde peut modifier Wikipédia, comme dans un épisode de la série télévisée The Office, où Michael Scott déclare que « Wikipédia est la meilleure chose de tous les temps. N'importe qui dans le monde peut écrire n'importe quoi sur n'importe quel sujet. » Des émissions radiophoniques ou télévisées, comme le The Colbert Report, ont plusieurs fois incité les téléspectateurs à modifier les pages de Wikipédia, parfois pour y inclure des informations volontairement erronées ou fantaisistes. Inversement, l'illustration Protestataire wikipédien de xkcd s'amuse de l'obsession des Wikipédiens à fournir des sources à toutes les affirmations et dénonce la démagogie des politiques.

#### Scientifique
Wikipédia et le travail collaboratif qui produit l'encyclopédie sont rapidement devenus un objet d'études de la part de chercheurs, dont une partie s'est réunie dans un réseau dit Wikimedia Research Network, ou travaille avec la Fondation Wikimédia ou les associations locales.
Deux études de 2009, traitant des relations entre les scientifiques et Wikipédia tendent à montrer que le sentiment des scientifiques vis-à-vis de Wikipédia est plutôt positif. La première étude est un sondage lancé par la Fondation Wikimédia dans le but de savoir si la communauté scientifique serait favorable à des actions d'incitation à participer à Wikipédia. Elle conclut que 91 % des scientifiques sondés sont favorables à Wikipédia.
La seconde est une étude (conduite par l'institut de recherche STATS, l'université George Mason et la Society of Toxicology) sur le sentiment d'experts en chimie vis-à-vis des médias en général. Dans cette étude, 45 % des experts jugent que Wikipédia présente bien leur domaine, alors que ce pourcentage tombe à 15 % pour les médias généralistes, ce qui conduit les auteurs à conclure que ces « scientifiques ont plus foi en Wikipédia qu'en les médias nationaux imprimés ».
Dans le monde universitaire français en sciences humaines et sociales, les citations de pages de Wikipédia sont en augmentation. Sur la période 2004-2018, 1 % des articles publiés sur la plateforme Cairn.info cite Wikipédia.

Résultats du sondage réalisé en 2009 par la fondation Wikimédia sur la perception de Wikipédia par les scientifiques.
Avis d'experts sur la présentation des risques chimiques par les médias (étude STATS, mai 2009). La figure de gauche présente les médias selon leur score sur une échelle allant de 1 (risque très sous-estimé) à 5 (risque très sur-estimé). Les organismes indiqués en gris italique ne sont pas des médias traditionnels mais des organismes dont les scores sont les plus extrêmes. La figure de droite présente la répartition des réponses des experts dans le cas de Wikipédia.

Le contenu de Wikipédia sert de références dans plusieurs articles de la littérature médicale professionnelle. Cette tendance, bien que minoritaire, semble en 2014 en augmentation depuis 2010. La plupart des citations confortent une définition ou une description. Cette situation n'est pas limitée aux journaux à faible facteur d'impact.
Le suivi des consultations des articles de Wikipédia aux États-Unis pourrait refléter la situation épidémique américaine de maladies telles que la grippe.
En 2017, les archives cantonales du canton de Vaud (Suisse) étudient l'utilisation du vecteur Wikipédia « pour mettre en valeur et vulgariser les travaux des historiens ».

#### Juridique
Certaines réutilisations ont été jugées inappropriées. Aux États-Unis, deux jugements ont été cassés en appel parce qu'un des partis avait présenté du contenu de l'encyclopédie Wikipédia pour soutenir une information : le contenu des articles a été jugé trop volatil pour servir de référence, sans prévaloir de l'exactitude ou non de l'information présentée,. Wikipédia est aussi utilisée comme source pour des articles de presse, provoquant des polémiques lorsqu'une information erronée et non supportée par une note de référence indiquant sa source, est reprise sans vérification par les journalistes,. Plusieurs journalistes ont été licenciés pour plagiat de Wikipédia,,.

#### Politique
En 2007, le Washington Post déclare que Wikipédia était devenue un point central de la campagne électorale de 2008 des États-Unis, en précisant : « Tapez un nom de candidat sur Google et l'un des premiers résultats est une page de Wikipédia, ce qui rend ces entrées peut-être aussi importantes que les publicités pour définir un candidat. Ces entrées présidentielles sont déjà modifiées, disséquées et débattues de nombreuses fois chaque jour. » Un article d'octobre 2007 de l'agence de presse Reuters indiquait qu'avoir un article sur Wikipédia commençait à prouver la notoriété d'une personne.
Lors de la campagne électorale présidentielle française de 2017, Europe 1 analyse le poids de chaque candidat dans Wikipédia, volumes des articles, posts des discussions, etc.. Les médias ont ensuite relevé l'engouement de wikipédiens pour créer les 300 articles consécutifs aux élections législatives,. À la suite de l'élection de nombreux nouveaux députés élus pour la première fois à l'Assemblée nationale, des wikipédiens « ont souvent dû créer ex nihilo de nouveaux articles » sur les nouveaux parlementaires. Le Parisien rapporte que « seuls 56 des 309 députés élus d'En Marche ! avaient une page Wikipédia avant le premier tour des législatives ». Selon L'Obs, lors de la création d'articles sur ces personnalités des « tentatives de censure » ont été enregistrées sur les articles concernant Alain Péréa, Buon Tan, Émilie Guerel et Didier Martin qui « ont fait l'objet d'interventions visiblement partisanes ».
La volonté de Wikipédia de diffuser du contenu libre, y compris pour nombre de ses illustrations, a eu une petite influence en Italie sur le débat parlementaire relatif aux libertés et à la protection du droit d'auteur. Le 28 septembre 2007, l'homme politique italien Franco Grillini a soulevé une question parlementaire adressée à la ministre des ressources culturelles et des activités, sur la nécessité d'introduire dans la législation italienne la liberté de panorama telle qu'elle existe dans d'autres pays européens. Il a affirmé que l'absence de cette liberté forçait Wikipédia, « le septième site le plus consulté », à interdire toutes les images de bâtiments modernes et d'art moderne italien, et a déclaré que c'était très handicapant pour les recettes touristiques.

#### Surveillance
Le contenu figurant sur Wikipédia a également été cité comme une source de référence dans certains rapports de la communauté du renseignement des États-Unis.

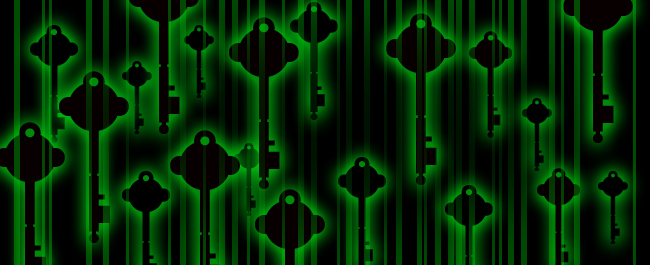
Image illustrant l'article du Blog Wikipédia annonçant l'utilisation du protocole HTTPS : Green_Keys.jpg, Electronic Frontier Foundation (eff.org) graphic created by EFF Senior Designer Hugh D'Andrade.

Le 10 mars 2015, l'Union américaine pour les libertés civiles (ACLU) a déposé une plainte au nom d'Amnesty International États-Unis, de Human Rights Watch (HRW) et de sept autres organisations non-gouvernementales, médiatiques et juridiques, dont la Fondation Wikimédia, à l'encontre de la National Security Agency (NSA), l'accusant d'avoir « dépassé l'autorité que le Congrès lui confère ». La plainte argue que les droits constitutionnels des plaignants sont violés, en particulier le premier amendement qui protège la liberté de parole et de la presse, et le quatrième amendement qui interdit « les fouilles ou saisies sans raison ». Lila Tretikov, directrice de la Fondation Wikimédia, déclare alors « Wikipédia est fondé sur la liberté d'expression, d'enquête et d'information. En violant la vie privée de nos usagers, la NSA menace la liberté intellectuelle qui est centrale pour la capacité à créer et à comprendre des connaissances ».
Le 12 juin 2015, la Fondation Wikimédia annonce l'utilisation du protocole de communication chiffré HTTPS pour tout le trafic Wikimedia, dans l'optique de contrer la surveillance globale exercée par la NSA, qui profite en particulier des insuffisances du protocole de communication HTTP en matière de sécurité,. « Aujourd'hui, nous sommes heureux d'annoncer que nous sommes en train de mettre en œuvre le protocole HTTPS pour chiffrer tout le trafic Wikimedia. Nous allons aussi utiliser le mécanisme HTTP Strict Transport Security (HSTS) afin de se prémunir contre les efforts visant à casser le trafic HTTPS pour intercepter ensuite le trafic » annonce la Fondation, via son blog, qui poursuit, en dénonçant la surveillance de l'Internet : « Dans un monde où la surveillance de masse est devenue une menace sérieuse pour la liberté intellectuelle, les connexions sécurisées sont devenues essentielles pour protéger les utilisateurs tout autour du monde. » L'utilisation du protocole HTTPS s'étendra donc à Wikipédia et ses projets frères, afin de garantir un maximum de sécurité aux utilisateurs.

#### Censure
La Turquie bloque l'accès à Wikipédia le 29 avril 2017 en raison de la présence d'articles évoquant la possible collaboration entre le gouvernement turc et des organisations jihadistes actives en Syrie. Le 26 décembre 2019, saisie par la fondation Wikimédia, la Cour constitutionnelle du pays juge que le blocage de Wikipédia constitue une « violation de la liberté d'expression ». Le blocage est levé le 15 janvier 2020, jour de la publication de l'arrêt complet de la cour au Journal officiel, soit 991 jours après le début du blocage. La Turquie était le seul pays avec la Chine où toutes les éditions de Wikipédia étaient bloquées,,.
La Chine bloque l'accès à Wikipédia dans toutes les langues en avril 2019, dans le cadre de la censure d'Internet dans ce pays.
En mai 2017, une étude du Berkman Klein Center for Internet & Society relève que contrairement à certaines craintes exprimées lors des débats nourris sur le passage au chiffrement HTTPS en 2015, ce changement a contribué à faire baisser la censure de Wikipédia dans le monde. Le HTTPS empêchant les censeurs de voir quelle page les internautes consultent, le risque était que des États comme la Russie et le Royaume-Uni, qui bloquaient l'accès à certaines pages du site uniquement, décident de censurer l'intégralité du site.

#### Jeux basés sur Wikipédia
Au-delà de son aspect purement encyclopédique, des utilisateurs de Wikipédia ont développé des jeux exploitant sur le fonctionnement de l'encyclopédie. Ainsi, le Wikiracing consiste à aller d'une page à une autre en utilisant uniquement des liens internes à Wikipédia ; Pédantix a pour but de découvrir chaque jour le titre d'une page Wikipédia cachée en devinant les mots uns par uns.
En 2015 puis 2017, un Londonien se sert de la base Wikipédia de façon ludique pour faire voyager virtuellement les internautes,.
En 2017, le compositeur biélorusse Ales Tsurko réalise un album de musique générative à partir d'articles de Wikipédia.
En 2022 la fondation Wikimédia France lance le jeu de plateau sous licence libre Wikeys, conçu par la société de jeux Prismatik avec un financement du ministère de la Culture. Pensé comme un outil pédagogique, il est destiné aux enseignants et formateurs souhaitant enseigner les principes fondateurs de Wikipédia et les enjeux autour de son utilisation comme source d'information.

### Wikipédia dans l'enseignement
Le contenu de Wikipédia est utilisé sur des sites webs, dans des devoirs scolaires, dans des études universitaires, des livres, des conférences et des affaires judiciaires.
Le développement du numérique a amené des changements et initiatives dans le monde de l'enseignement, notamment avec l'émergence de démarches collaboratives. Certains enseignants, comme Lionel Barbe de l'université Paris-Nanterre, proposent à leurs étudiants des ateliers collaboratifs, notamment sur Wikiversité. Cette plateforme permet de guider les étudiants dans leurs travaux et leurs contributions sur des pages Wikipédia selon des sujets choisis. Une démarche universitaire qui intéresse de plus en plus le monde de l'enseignement, notamment dans des cours qui mobilisent l'utilisation d'outils propres aux TIC (Technologies de l'information et de la Communication). Le Conseil national du numérique propose une réflexion sur la manière d'inclure la culture numérique dans la vie de tous les citoyens dans leur formation ou leur apprentissage. Wikipédia y est cité en tant que modèle « socio-technique » où les individus peuvent échanger à travers un système de partage de connaissances. Les pouvoirs publics commencent à soutenir ce modèle d'enseignement : des partenariats tels que celui avec le ministère de la Culture donnent lieu à une institutionnalisation progressive de Wikipédia.

Présentation de Wikipédia dans une école primaire du Bénin.

D'autres initiatives sont aussi menées afin de développer une culture collaborative dans l'enseignement. Le Wikipedia Education Program permet à de nombreux étudiants dans des universités américaines et canadiennes d'y contribuer dans un cadre précis.
Dans la continuité du modèle du web 2.0, l'enseignement tend à développer du lien plus que du savoir pur, avec un professeur devenu davantage « passeur » qui encourage les élèves à acquérir eux-mêmes une base de savoirs. On passe alors à une diffusion de la connaissance horizontale plutôt que verticale, laissant aux étudiants l'occasion d'être proactifs.
L'historien des sciences Alexandre Moatti parle du numérique comme d'un nouveau mode de communication, dans lequel Wikipédia offre un terrain de recherche adéquat pour passer d'un concept à un autre, d'une langue à une autre. En 2009, une étude américaine montre que Wikipédia est une ressource utilisée par 88 % des étudiants, généralement au début de leur processus de recherche. En 2015, une étude sur l'usage de Wikipédia dans l'enseignement français montre une utilisation accrue de l'encyclopédie participative en tant que ressource par les enseignants et les élèves,. Lors du Forum du numérique éducatif organisé pour les enseignants dans les locaux de l'Insa de Blois, un intervenant a rappelé la pertinence de Wikipédia à longue échéance dans les établissements scolaires, en particulier en vue de montrer aux élèves comment se construit le savoir.
- Comment les étudiants d'aujourd'hui utilisent Wikipédia pour des recherches liées aux cours (d'après l'étude de la Project Information Literacy de 2009<ref>(en) Alison J. Head et Michael B. Eisenberg, « How today’s college students use Wikipedia for course–related research », First Monday, vol. 15, no 3,‎ 1er mars 2010 (lire en ligne [html]).</ref>).
- Graphique montrant la fréquence à laquelle les étudiants utilisent Wikipédia durant leurs recherches.
- Graphique montrant l'étape du processus de recherche à laquelle les étudiants utilisent Wikipédia.

### Ingérence de la Chine
En 2021, des administrateurs et contributeurs de l'encyclopédie en langue chinoise ont été bannis de Wikipédia par la Fondation Wikimédia, qui n'a pas l'habitude de s'occuper elle-même de la communauté. Au cours d'une enquête de plus d'un an, la fondation a relevé qu'un groupe d'utilisateurs a tenté de prendre le contrôle de l'encyclopédie pour promouvoir et présenter sous un meilleur jour la politique de la Chine, ainsi que faire pression et identifier les contributeurs de l'encyclopédie, mettant en danger leur sécurité,.

## Hommages et récompenses

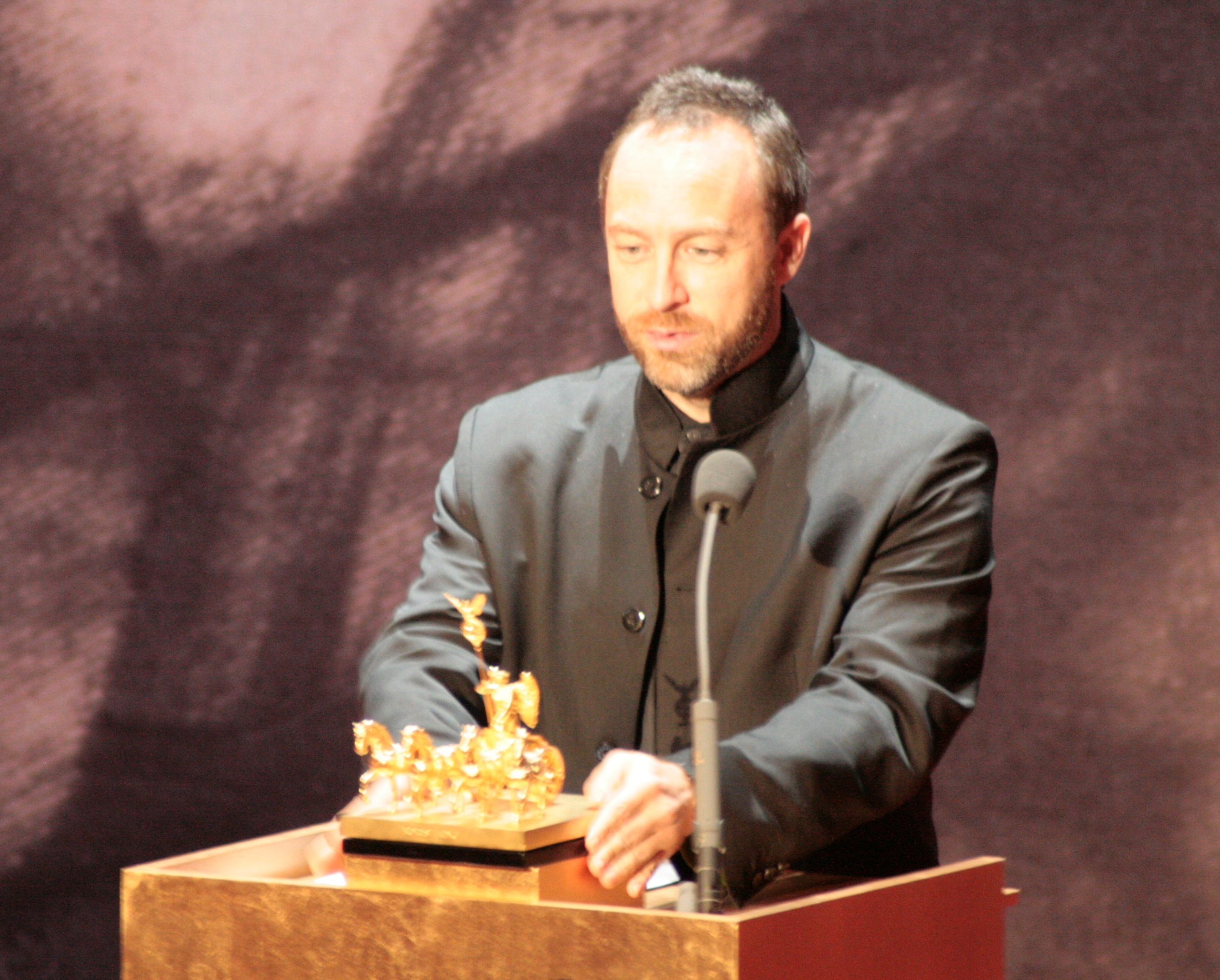
Jimmy Wales recevant le prix Quadriga 2008.

Wikipédia a reçu de nombreux prix et récompenses.
Wikipédia a reçu deux prix en mai 2004. Le premier était un Golden Nica pour les communautés numériques, remis par Ars Electronica avec la somme de 10 000 € et une invitation à se présenter au PAE Cyberarts Festival en Autriche ; le deuxième était un Webby Awards dans la catégorie « communauté », remis par l'International Academy of Digital Arts and Sciences, sise à New York. Wikipédia a également été proposée pour un Webby Award dans la catégorie « meilleures pratiques ». En septembre 2004, la version japonaise de Wikipédia a reçu le Web Creation Award de la part de l'Association des publicitaires japonais. Cette récompense, normalement donnée à des personnes réelles pour de grandes contributions sur le web en japonais, fut acceptée par un contributeur de longue date de Wikipédia en japonais. Le 26 janvier 2007, « Wikipédia » a aussi été nommée quatrième meilleure marque par les lecteurs de brandchannel, recevant 15 % des voix en réponse à la question « Quelle marque a le plus d'impact sur nos vies en 2006 ? » En septembre 2008, Wikipédia a reçu le prix Quadriga 2008, également attribué à Boris Tadić, Eckart Höfling (en) et Peter Gabriel. Le prix a été décerné à Jimmy Wales par David Weinberger (en). En 2009, les Webby Awards classent la création de Wikipédia en 2001 comme l'un des « moments les plus importants de la vie du web ces dix dernières années ».
En janvier 2013, l'astéroïde (274301) Wikipedia est nommé en l'honneur de l'encyclopédie.
En 2015, Wikipédia reçoit le prix Érasme doté de 150 000 euros « pour son apport particulier à la diffusion des connaissances. »
Wikipédia reçoit le prix Princesse des Asturies de la coopération internationale en juin 2015,.
En 2019, l'espèce Viola wikipedia est nommée en l'honneur de l'encyclopédie.

## Financement et impact économique

### Financement
Wikipédia est financée par les dons d'internautes consultant l'encyclopédie. La Fondation Wikimédia organise une collecte de fonds annuelle, annoncée par des bandeaux présents sur chaque page sous forme d'« appels » de Jimmy Wales ou de divers contributeurs. En 2012, les fonds reçus étaient chaque année plus élevés que l'année précédente.
L'argent nécessaire au budget est comblé par les dons de diverses institutions ou entreprises et ceux reçus par des particuliers le reste de l'année. Google puis Amazon, qui exploitent le contenu de l'encyclopédie, sont les deux premiers géants du Web, respectivement en 2017 et 2018, à apporter un don à la Fondation Wikimédia, à chaque fois d'un montant d'un million de dollars. Contrairement à un grand nombre de sites, Wikipédia refuse d'afficher de la publicité pour financer son fonctionnement.

### Impact économique
Selon certaines méthodes d'évaluation en 2013, le coût de remplacement de Wikipédia pourrait être estimé à 6,6 milliards de dollars avec 630 millions de dollars de frais de mise à jour par an ; et le bénéfice de Wikipédia pour l'utilisateur serait estimé à des centaines de milliards de dollars.

## Impact environnemental
L'utilisation de l'informatique s'accompagne d'une consommation d'énergie grise, et les consultations et modifications concourent à la consommation directe d'énergie.
À la suite de l'accord de Paris sur le climat en 2015, la fondation a décidé de lancer un projet portant sur la durabilité (sustainability initiative) pour réduire les impacts environnementaux de ses activités. La fondation a aussi décidé de réaliser chaque année une étude sur ses impacts environnementaux.